# Shoah en Pologne
 (octobre 2023).
Améliorez-le ou discutez des points à vérifier. 

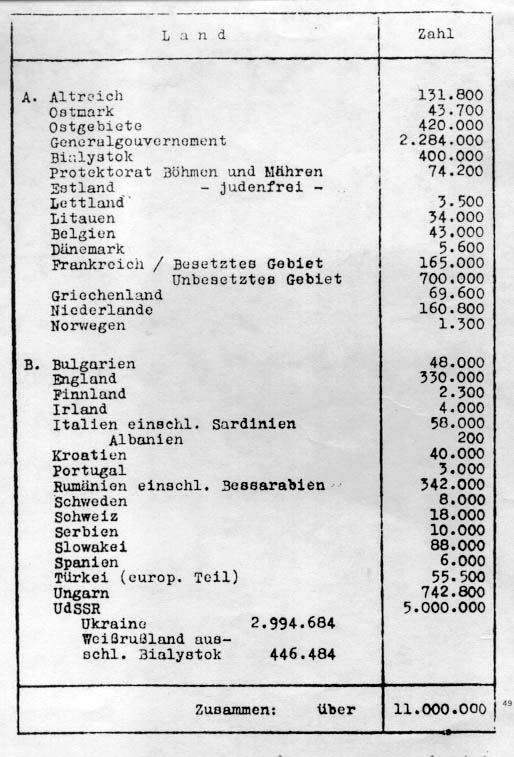
Liste des objectifs de la conférence de Wannsee

La Shoah en Pologne recouvre les persécutions, les déportations et l'extermination subies par la population juive polonaise pendant la Seconde Guerre mondiale.
Durant l'occupation allemande, le pays perd 20 % de sa population, soit six millions de personnes,, dont trois millions de Juifs (90 % de la population juive du pays), victime des purges, de massacres et de déportations. Les Juifs, assassinés systématiquement par les Allemands, constituent ainsi la moitié des pertes polonaises, l'importante communauté juive polonaise d'avant-guerre étant quasiment détruite.
La totalité des branches de la bureaucratie allemande ont été impliquées dans le processus d'assassinat, des ministères de l'Intérieur et des Finances aux chemins de fer gérés par l'État et aux entreprises allemandes soumissionnées pour des contrats de construction de crématoriums dans les camps de concentration gérés par l'Allemagne au sein du gouvernement général ainsi que dans de nombreuses régions de la Pologne occupée,.

## Contexte
Après l'invasion de la Pologne en 1939, conformément au protocole secret du pacte Molotov – Ribbentrop, l'Allemagne nazie et l'Union soviétique ont divisé la Pologne en zones d'occupation. L'Allemagne a annexé de vastes régions de la Pologne occidentale tandis que les Soviétiques ont tenté de tromper les Polonais en leur faisant croire qu'ils envahissent l'est de la Pologne afin d'assister le pays dans la lutte contre l'Allemagne en s'emparant de 52% du territoire polonais. La totalité de la région de Kresy (région frontalière de la Pologne orientale), peuplée de 13,2 à 13,7 millions de personnes y compris des populations majoritairement ukrainiennes et biélorusses et 1 300 000 Juifs, a été annexée par l'Union soviétique dans une atmosphère de terreur entourant un simulacre de référendum organisé par le NKVD et l'Armée rouge. Quelques mois plus tard, les Juifs polonais de la zone soviétique qui refusaient de prêter allégeance ont été déportés au fin fond de l'URSS. Le nombre de Juifs polonais déportés est estimé entre 200 000 et 230 000 hommes, femmes et enfants.
Les deux puissances occupantes étaient hostiles à l'existence d'un État polonais souverain. Cependant, la possession soviétique fut de courte durée car les termes du pacte de non-agression germano-soviétique, signé plus tôt à Moscou, furent brisés lorsque l'armée allemande envahit la zone d'occupation soviétique le 22 juin 1941 dans le cadre de l'opération Barbarossa. De 1941 à 1943, la totalité de la Pologne était sous le contrôle de l'Allemagne. Le gouvernement général semi-colonial, établi dans le centre et le sud-est de la Pologne, représentait 39% du territoire polonais occupé.

## Politique de ghettoïsation nazie

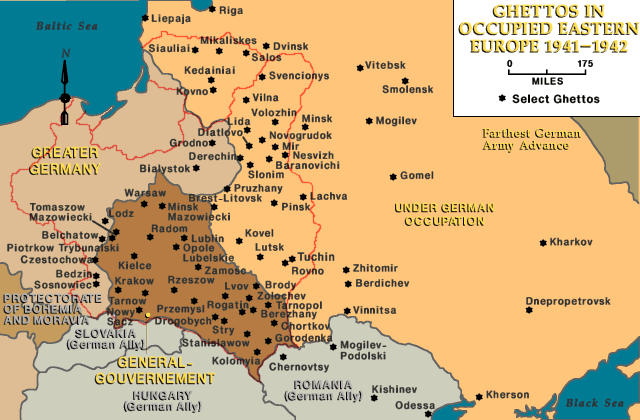
Principaux ghettos en Pologne et en Europe de l’Est (1941-1942).

Avant la Seconde Guerre mondiale, 3 500 000 Juifs vivaient en Pologne principalement dans des villes, ce qui constituait environ 10% de la population. La base de données du musée de l'Histoire des Juifs polonais fournit des informations sur 1 926 communautés juives du pays. Après la conquête de la Pologne et l'assassinat des intellectuels et élites socio-économiques et spirituelles en 1939, les premières mesures allemandes anti-juives consistaient en une politique d'expulsion des Juifs des territoires polonais annexés au Troisième Reich. Les provinces les plus occidentales, la Grande-Pologne et la Poméranie, ont été transformées en de nouveaux Reichsgaue allemand, nommés Dantzig-Prusse et Wartheland dans le but de les germaniser complètement par le biais de la colonisation (Lebensraum). Annexée directement au nouveau Reichsgau Wartheland, la ville de Łódź a absorbé un premier afflux d'environ 40 000 Juifs polonais chassés des zones environnantes. Au total, 204 000 Juifs ont transité par le ghetto de Lodz. Initialement, ils devaient être expulsés vers le gouvernement général,. Cependant, la destination et le sort final de la population juive déportée dans cette zone sont flous jusqu'à ce que la solution finale soit mise en œuvre deux ans plus tard.
Dès le début de l'occupation, les Allemands ont comme objectif de regrouper les Juifs dans des ghettos en vue de leur déportation ultérieure dans des réserves juives. Les entreprises juives sont confisquées et offertes à des industriels allemands ou des Allemands ethniques. Au cours de la première année et demie, les nazis dépouillent les Juifs de leurs biens et les regroupent dans des ghettos improvisés en les forçant aux travaux forcés pour l'économie de guerre. Durant cette période, les Allemands ont ordonné aux communautés juives de nommer des conseils juifs (Judenräte) pour administrer les ghettos et d'être « responsables au sens strict » de l'exécution des ordres. La plupart des ghettos ont été installés dans des villes et villages où la vie juive était bien organisée. Pour des raisons logistiques, les communautés juives des localités sans liaisons ferroviaires en Pologne occupée ont été dissoutes. Lors d'une action de déportation massive impliquant l'utilisation de trains de marchandises, tous les Juifs polonais ont été séparés du reste de la société dans des quartiers délabrés (Jüdischer Wohnbezirk) adjacents aux corridors ferroviaires existants. L'aide alimentaire était totalement dépendante des SS. Initialement, il était interdit aux Juifs de cuire du pain et ils ont été isolés du grand public de manière.
« Le ghetto de Varsovie contient plus de Juifs qu'il n'y en a en France et le ghetto de Łódź plus de Juifs qu'il n'y en a aux Pays-Bas. Rien qu'à Cracovie, la population juive est plus importante qu'en Italie et les Juifs étaient plus nombreux dans la quasi-totalité des villes de taille moyenne polonaises que dans toute la Scandinavie. Tous les pays du sud-est de l'Europe — Hongrie, Roumanie, Bulgarie, Yougoslavie et Grèce — comptaient moins de Juifs que les quatre districts d'origine du gouvernement général. »

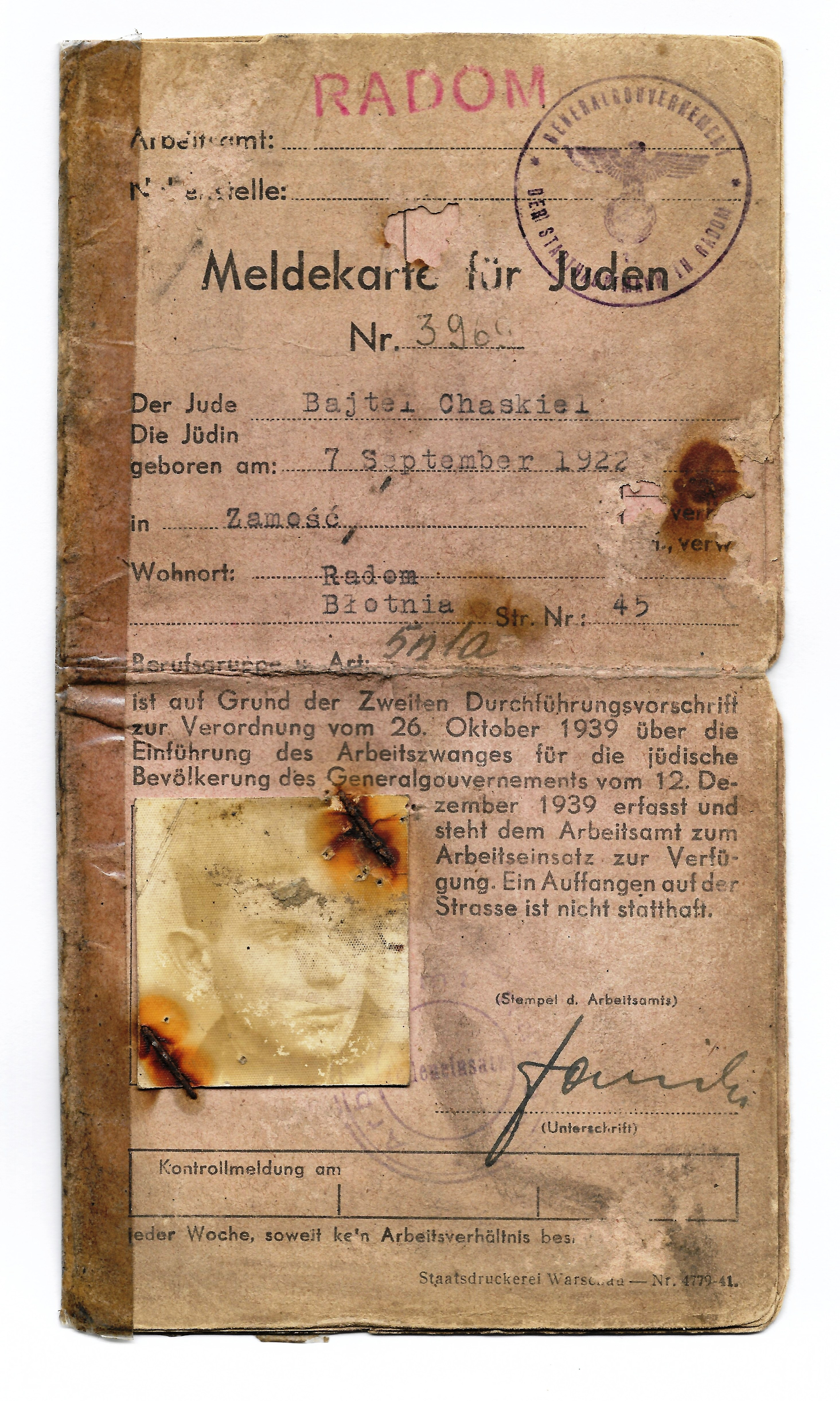
Carte de travailleur forcé délivrée à un jeune homme juif de Pologne occupée.

La situation critique des Juifs dans une Pologne déchirée par la guerre peut être divisée en étapes définies par l’existence des ghettos. Avant leur formation, fuir les persécutions n'entrainait pas la mort. Une fois les ghettos isolés de l'extérieur, la mort par faim et par maladie est devenue endémique, atténuée seulement par la contrebande de nourriture et de médicaments, décrite par Ringelblum comme « l'une des plus belles pages de l'histoire entre les deux peuples ». À Varsovie, jusqu'à 80% des aliments consommés dans le ghetto ont été importés illégalement. Les coupons alimentaires introduits par les Allemands ont fourni 9% des calories nécessaires à la survie. Entre novembre 1940 et mai 1943, environ 200 000 Juifs sont morts de faim et de maladie dans le ghetto de Varsovie ; et environ 40 000 personnes dans le ghetto de Łódź entre mai 1940 et août 1944. À la fin de 1941, la plupart des Juifs ghettoïsés n'avaient plus d'économies pour payer quelconques livraisons en vrac aux SS. Les « productionnistes » parmi les autorités allemandes — qui ont tenté de rendre les ghettos autonomes en les transformant en entreprises — n'ont prévalu qu'après l'attaque allemande contre les positions soviétiques dans l'Est de la Pologne (opération Barbarossa). Les ghettos les plus importants ont été stabilisés grâce à la production de biens nécessaires au front et le taux de mortalité parmi la population juive a diminué (du moins temporairement).

## Shoah par balles

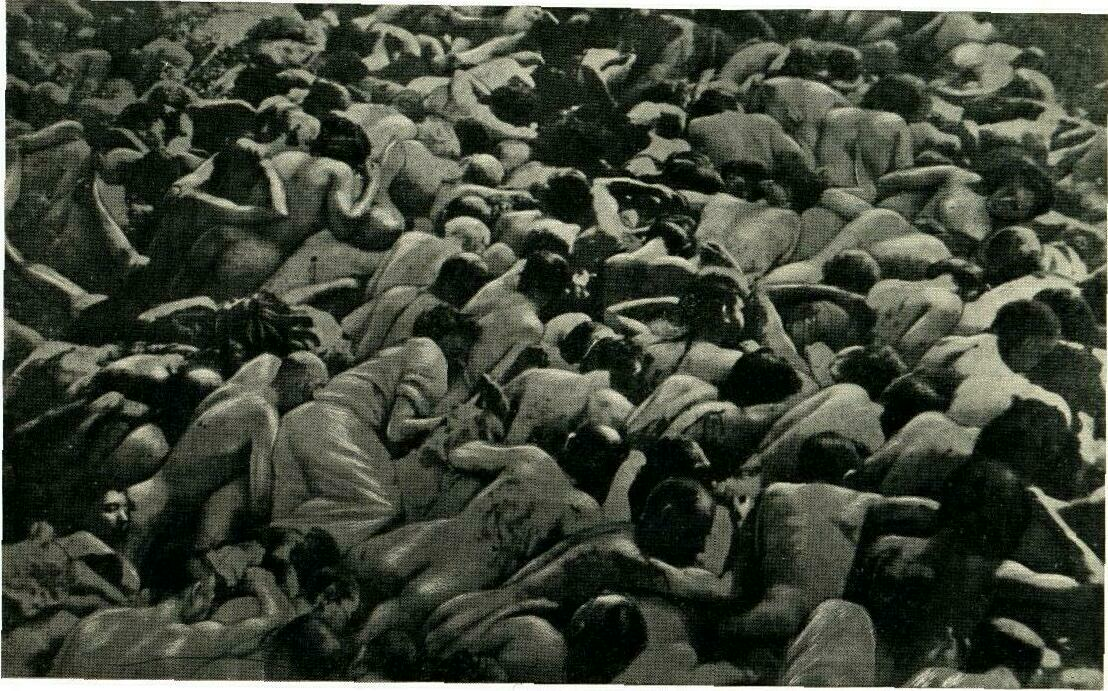
Des Juifs de voïvodie de Tarnopol abattus par balles dans une fosse commune près de Złoczów.

Dès les premiers jours de la guerre, des violences contre des civils ont accompagné l'arrivée des troupes allemandes. Lors du massacre de Częstochowa en septembre 1939, 150 Polonais juifs figuraient parmi les 1 140 civils polonais abattus par les troupes allemandes de la Wehrmacht,. En novembre 1939, près de 500 hommes, femmes et enfants juifs ont été abattus dans une fosse commune près d'Ostrów Mazowiecka. En décembre 1939, une centaine de Juifs furent fusillés par des soldats de la Wehrmacht et des gendarmes à Kolo.
À la suite de l'attaque allemande contre l'URSS en juin 1941, Himmler réunit une force d'environ 11 000 hommes pour poursuivre un programme d'anéantissement physique des Juifs. Au cours de l'opération Barbarossa, les SS avaient également recruté des policiers auxiliaires parmi les ressortissants soviétiques,. La Schutzmannschaft locale a mis à la disposition de l’Allemagne des effectifs et une connaissance accrue des régions et des langues locales. Dans ce que l’on a appelé « Shoah par balles », les bataillons de la police allemande (Orpo), SiPo, Waffen-SS et les Einsatzgruppen, ainsi que leurs auxiliaires ukrainiens et lituaniens (Ypatingasis būrys et bataillons TDA), opéraient systématiquement derrière des lignes de front. La Wehrmacht a également participé à de nombreux aspects de la « Shoah par balles ».
Des massacres ont été commis à plus de 30 endroits dans les régions polonaises autrefois sous occupation soviétique : notamment à Brześć, Ternopil et Białystok, ainsi que dans les capitales provinciales de Loutsk, Lviv, Stanisławów et Wilno (voir Poneriai). Les survivants des opérations d'assassinat de masse ont été incarcérés dans les nouveaux ghettos d'exploitation économique et affamés lentement par la famine volontaire instaurée par les autorités allemandes. En raison de problèmes d'assainissement, les cadavres de personnes décédées des suites de la famine et de mauvais traitements étaient enterrés dans des fosses communes par dizaines de milliers. Les camions à gaz ont été mis à disposition en novembre 1941. En juin 1942, Samuel Zygelbojm, membre du Conseil national polonais, rapporta que ceux-ci avaient tué 35 000 Juifs à Łódź, signalant également des exécutions par balles en pleine rue en journée par des agents de la Gestapo. En décembre 1941, environ un million de Juifs avaient été tués par balles en Union soviétique. La politique de « guerre de destruction » menée à l'Est contre « la race juive » est devenue notoire parmi les Allemands à tous les niveaux. À l'Est, le nombre total de victimes par fusillade est d'environ 1,3 à 1,5 million,. Des régions entières situées derrière la frontière germano-soviétique ont été signalées à Berlin par les Einsatzkommando comme étant « Judenfrei ».
Récemment, Timothy Snyder, du Comité de la conscience du Holocaust Memorial Museum a déclaré : « Au total, autant, sinon plus de Juifs ont été tués par balles que par gaz ».

## Solution finale et liquidation des ghettos

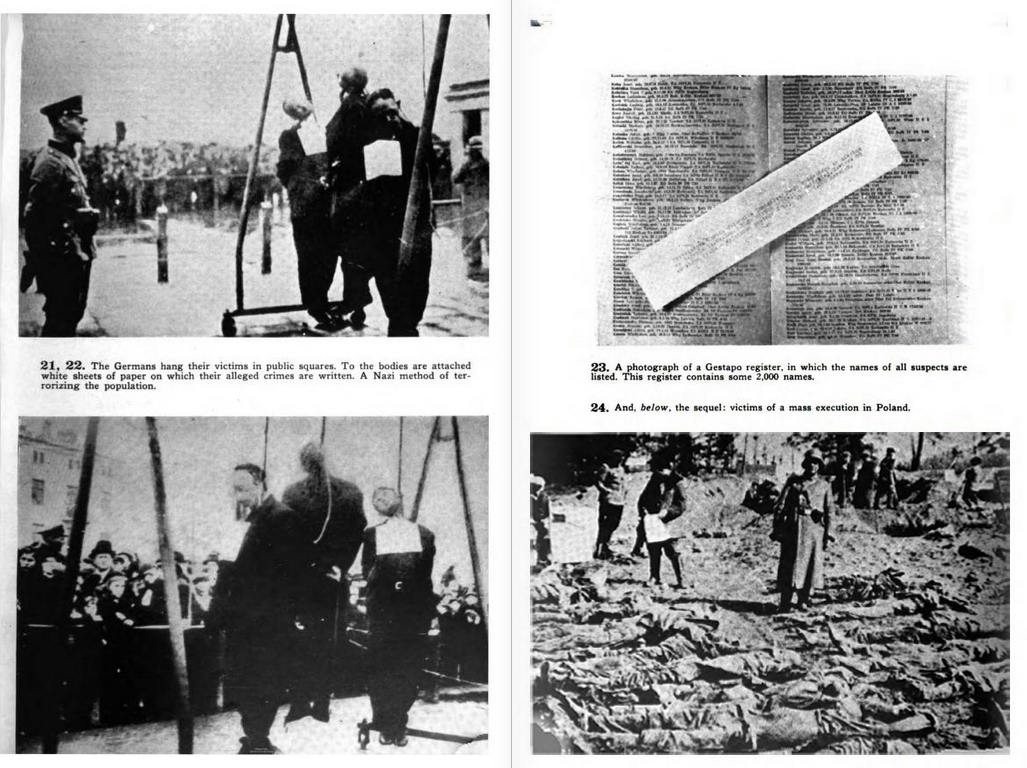
Photos d’exécutions de civils publiées à Londres en 1942 par le gouvernement polonais en exil.

### L'entreprise génocidaire
Le 20 janvier 1942, lors de la conférence de Wannsee près de Berlin, le secrétaire général du gouvernement, Josef Bühler, exhorta Reinhard Heydrich à mettre en œuvre le plus rapidement possible la « solution finale à la question juive ». La destruction industrielle par les gaz d'échappement avait déjà fait ses preuves pendant plusieurs semaines dans le camp d'extermination de Chełmno, dans le Wartheland d'alors, sous prétexte de « remigration »,. Tous les prisonniers du ghetto condamnés, sans exception, ont été informés qu'ils se rendaient dans des camps de travaux forcés et ont été invités à faire leurs bagages. Beaucoup de Juifs croyaient en la ruse des transferts, car les déportations faisaient également partie du processus de ghettoïsation,. Entre-temps, l’idée de meurtres de masse perpétrés au moyen de chambres à gaz fixes a déjà été évoquée à Lublin depuis septembre 1941. C'était une condition préalable à l'opération Reinhard planifiée peu de temps auparavant, dirigée par Odilo Globocnik, qui avait ordonné la construction de camps de la mort à Belzec, Sobibór et Treblinka. À Majdanek et Auschwitz, les chambres à gaz ont été construites respectivement en mars et mai, précédées d'expériences avec le Zyklon B. Entre 1942 et 1944, l’extermination de millions de Juifs de Pologne et de toute l’Europe, mesure la plus extrême de l’Holocauste, a été menée dans six camps d’extermination. Il n'y avait pas de gardes polonais dans les camps, la totalité d'entre-eux étaient conçus et gérés par les nazis dans le plus grand secret, avec l'aide de gardes Ukrainiens opérant au sein de la SS-Totenkopfverbände. Les civils n’avaient pas le droit de s’approcher et pouvaient être abattus après sommations.

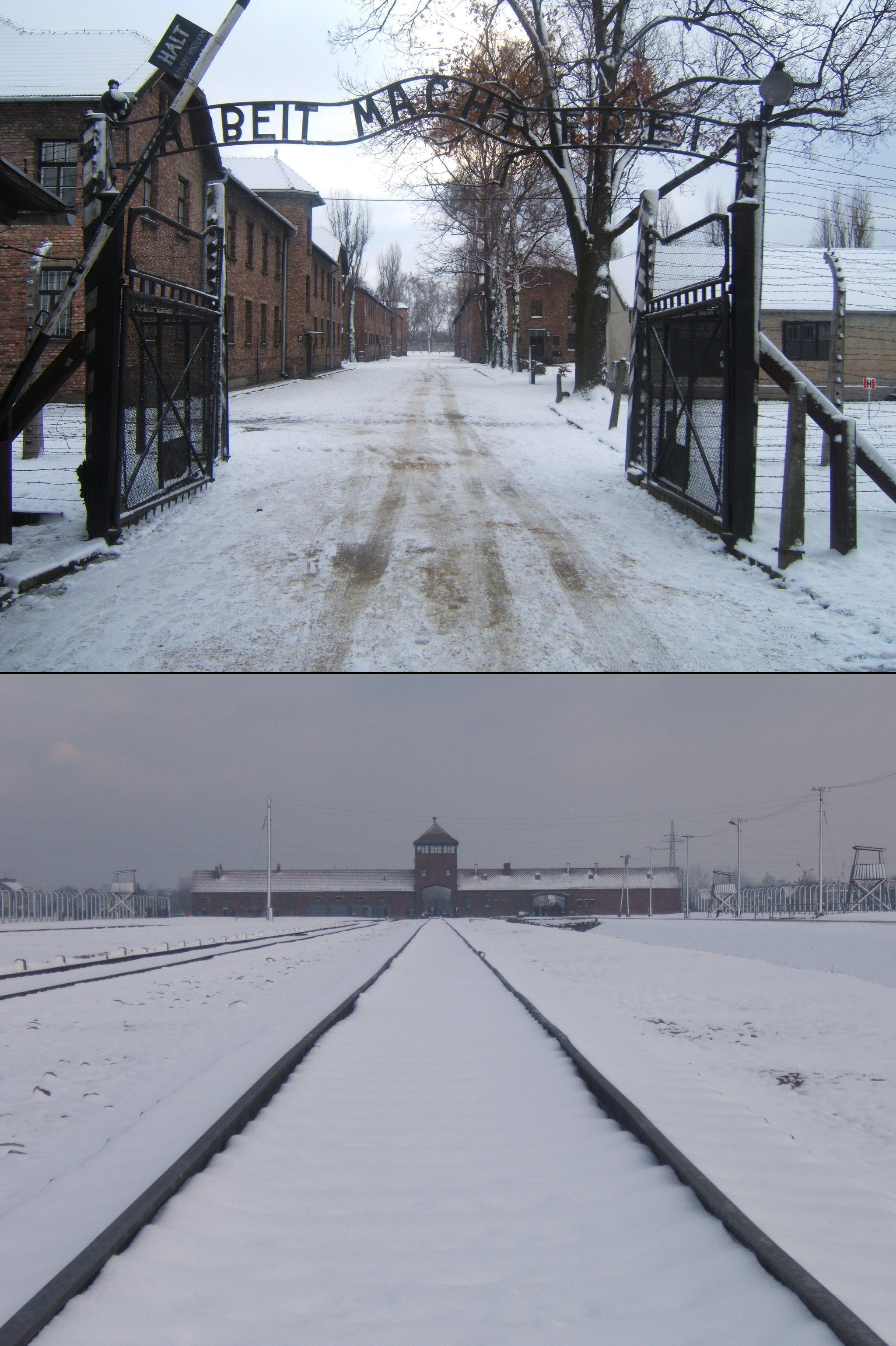
En haut : vue d'ensemble de l'entrée et grille d'entrée avec l'inscription Arbeit macht frei (Le travail rend libre) d'Auschwitz I. En bas : entrée du camp par voie ferrée d'Auschwitz II.

La liquidation systématique des ghettos a commencé au sein du gouvernement général au début du printemps 1942. À ce moment-là, la seule chance de survie était la fuite du côté « aryen ». Les rafles allemandes concernant les trains de réinstallation étaient directement liées à l'utilisation d'installations d'extermination très secrètes construites pour les SS à peu près au même moment par diverses sociétés d'ingénierie allemandes, notamment HAHB, Topf und Söhne d'Erfurt, et C.H. Kori GmbH,,.
Contrairement aux autres camps de concentration nazis où des prisonniers de toute l'Europe étaient exploités pour l'effort de guerre, les camps de la mort allemands — qui faisaient partie de l'opération secrète Reinhard — étaient exclusivement conçus pour éliminer rapidement les Juifs polonais et étrangers, qui vivaient dans l'isolement. Les surveillants allemands du camp rapportaient à Heinrich Himmler à Berlin, qui était responsable du programme d'extermination, mais qui avait délégué le travail en Pologne à la SS et au chef de la police, Odilo Globocnik, du camp de Lublin. La sélection des sites, la construction des installations et la formation du personnel étaient basées d'après un programme similaire (Aktion T4) d'hygiène raciale, d'assassinat à grande échelle par euthanasie forcée développé en Allemagne,.

### Le programme d'évacuation
L'ampleur de la solution finale n'aurait pas été possible sans la Reichsbahn. L’extermination des Juifs polonais et étrangers dépendait autant des chemins de fer que des centres de mise à mort isolés. Les trains de l'Holocauste ont accéléré l'ampleur et la durée de l'extermination ; et, le type de wagons de marchandises a également réduit le nombre de soldats requis pour les garder. Les expéditions ferroviaires ont permis aux nazis de construire et d'exploiter des camps de la mort plus importants et plus efficaces, tout en mentant ouvertement au monde — et à leurs victimes — à propos d'un programme d'évacuation. Lors d'une conversation téléphonique, Heinrich Himmler a informé Martin Bormann au sujet de l'extermination des Juifs en Pologne, ce à quoi Bormann répondit : « Ils n'ont pas été exterminés, ils ont simplement été évacués, évacués, évacués ! ».

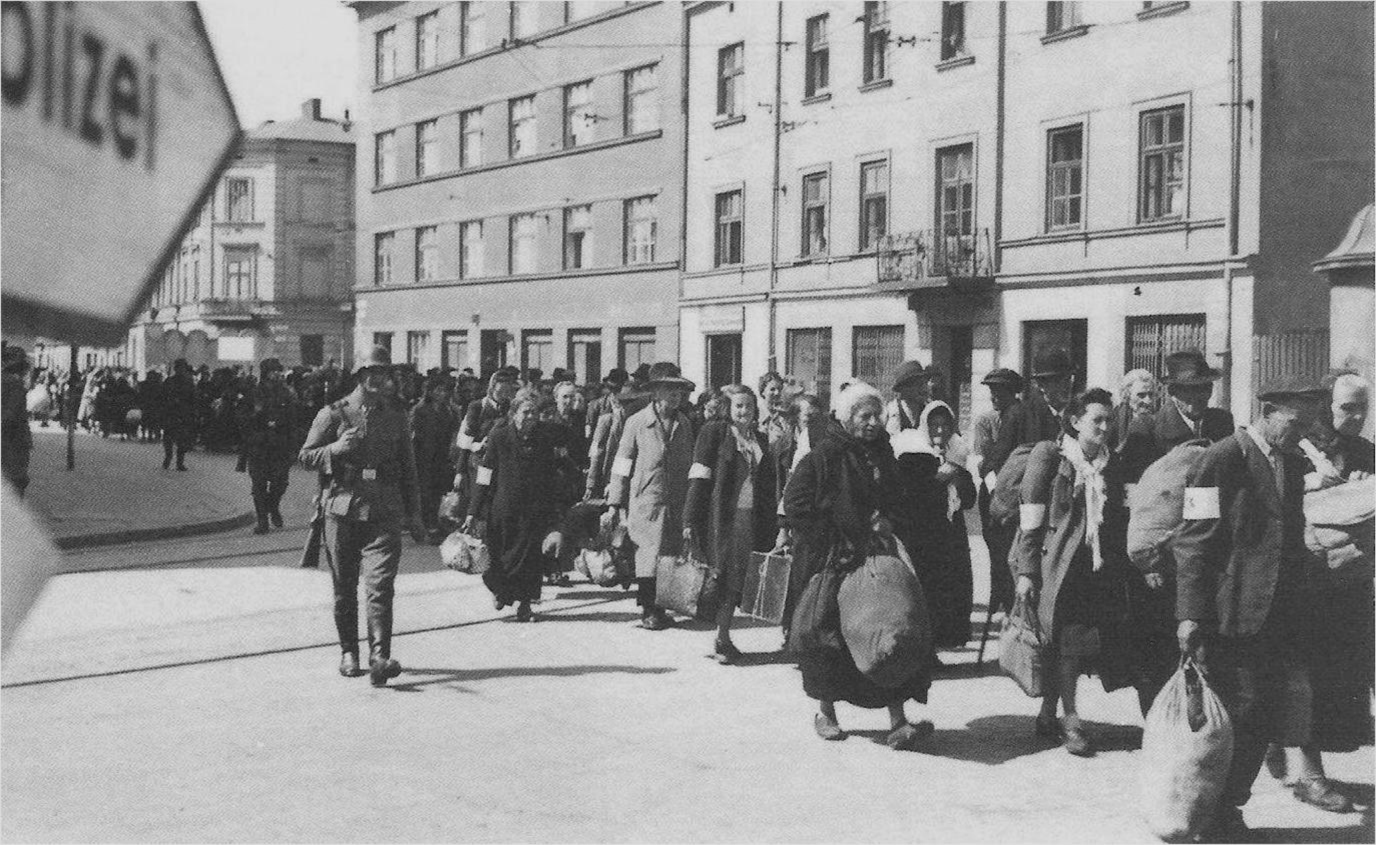
Liquidation du ghetto de Cracovie, en mars 1943. Les familles marchent jusqu'à la gare de Prokocim en vue d'un déplacement. Destination : Auschwitz.

Un nombre inconnu de déportés sont morts en transit au cours de l'opération Reinhard de suffocation ou de soif. Aucune denrée n'étaient fournie pendant le trajet. Les wagons Güterwagen n'étaient équipés que d'une latrine à seau. Une petite fenêtre à barreaux permettait peu de ventilation, ce qui entraînait souvent de nombreux décès. Un survivant ayant participé au soulèvement de Treblinka témoigna à propos d'un de ces trains, en provenance de Biała Podlaska. Lorsque les portes scellées s'ouvrirent, 90 % des quelque 6 000 prisonniers juifs étaient à l'agonie. Leurs corps ont été jetés dans la fosse commune du « Lazarett ». Des millions de personnes ont été transportées dans des rames similaires vers les camps d'extermination sous la direction du ministère allemand des Transports et suivies par Dehomag, filiale allemande d'IBM, jusqu'à la date officielle de la fermeture du complexe d'Auschwitz-Birkenau en décembre 1944,.
Les usines de la mort ne sont que l’un des nombreux moyens d’extermination massive. Des sites de mise à mort isolés ont été établis plus à l'est. À Bronna Góra, 50 000 Juifs sont morts dans des fosses pour exécution, livrés par les trains de l'Holocauste à partir des ghettos de Brześć, Bereza, Janów Poleski, Kobryń, Horodec, Antopol et d'autres localités situées le long de la frontière occidentale du Reichskommissariat Ostland. Des explosifs ont été utilisés pour accélérer le creusement de ces fosses. Dans la forêt de Sosenki, à la périphérie de Równe, dans la voïvodie de Wołyń d'avant-guerre, plus de 23 000 Juifs ont été abattus, hommes, femmes et enfants. Dans la forêt de Górka Połonka, 25 000 Juifs contraints de se déshabiller et de s'étendre sur les corps d'autres personnes ont été abattues par vagues ; la plupart d'entre elles ont été déportées via le ghetto de Lutsk. Le lieu d'exécution pour les détenus du ghetto de Lwów a été aménagé près de Janowska. Entre 35 000 et 40 000 victimes juives ont été tuées et enterrées dans le ravin de Piaski,,.
Alors que la police de l’ordre procédait à la liquidation des ghettos juifs de la Pologne occupée, chargeant les prisonniers dans des wagons et tirant ceux qui étaient incapables de se déplacer ou tentaient de fuir, la police auxiliaire collaborationniste était utilisée comme moyen de terroriser le peuple juif en procédant à des actes de violence à grande échelle,. Ils ont été déployés dans tous les principaux sites d’assassinat de l’opération Reinhard (la terreur était l’objectif principal de leur entraînement SS). Les Trawnikis ukrainiens (formés par Karl Streibel) constitués en unités ont joué un rôle actif dans l'extermination des Juifs à Belzec, Sobibór et Treblinka II ; pendant le soulèvement du ghetto de Varsovie (à trois reprises, voir le rapport Stroop), Częstochowa, Lublin, Lwów, Radom, Cracovie, Białystok (deux fois), Majdanek, Auschwitz, le camp de concentration de Trawniki lui-même et les autres sous-camps / complexe de Majdanek comprenant Poniatowa, Budzyń, Puławy ; et également lors de massacres à Łomazy, Międzyrzec, Łuków, Radzyń, Parczew, Końskowola, Komarówka ainsi que de nombreux autres endroits. Ils étaient supplées par des membres de la SS, du SD, du Kripo, ainsi que les bataillons de police de réserve de l'Orpo (chacun responsable de l'anéantissement de milliers de Juifs). Les exécutions de masse de Juifs (notamment au sein du camp de Szebnie) faisaient partie de l'entraînement régulier des soldats ukrainiens de la division SS Galizien de la base d'entraînement des troupes SS-Truppenübungsplatz Heidelager à Pustków, dans le sud-est de la Pologne,. Dans le Nord-Est du pays, la 36e Waffen-Grenadier-Division d'Oskar Dirlewanger a mené des expéditions meurtrières en formant le bataillon collaborationniste biélorusse Bielaruskaja Krajovaja Abarona, assisté par la police auxiliaire biélorusse. À la fin de la Seconde Guerre mondiale en Europe en mai 1945, plus de 90% des Juifs polonais ont péri dans les massacres.

## Centres d'extermination nazis
Les centres d’extermination à grande échelle, dont « les opérations s'apparentaient par certains égards aux méthodes de production complexes d'une usine moderne », furent créés et organisés par Adolf Hitler, sous la responsabilité opérationnelle d'Heinrich Himmler et de son adjoint Reinhard Heydrich, dans le seul but d'exterminer un maximum de victimes dans un minimum de temps. Ils firent près de trois millions de victimes juives dans leur énorme majorité (dont plus de la moitié sont Polonaises), assassinées au moyen de chambres à gaz. Maillon essentiel de la Shoah, ils prirent le relais des fusillades de masse perpétrées par les Einsatzgruppen.
L'historiographie s'accorde sur une liste de six centres d'extermination, tous établis dans le gouvernement général de Pologne : camps de Chełmno, Bełżec, Sobibor, Treblinka, Auschwitz–Birkenau et Majdanek, les deux derniers étant intégrés à des camps de concentration préexistants.

### Chełmno

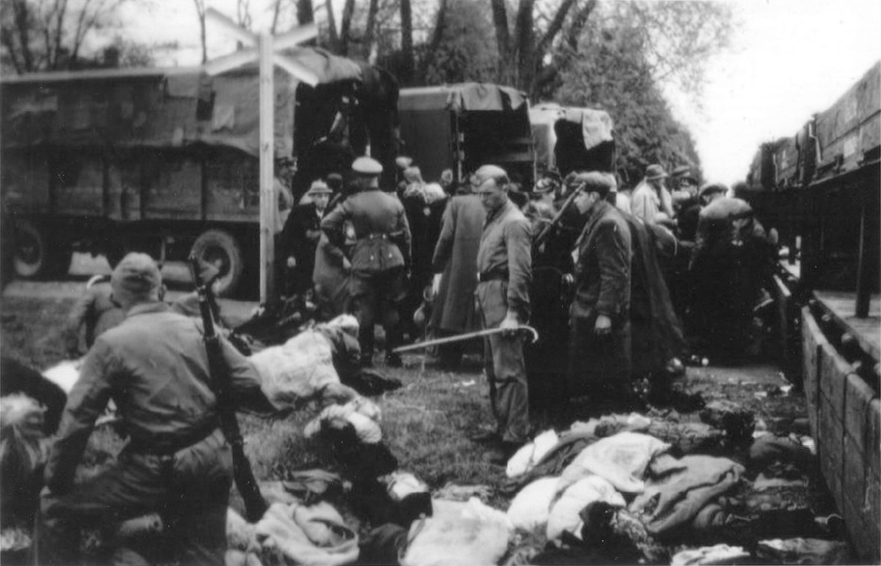
Des Juifs déportés dans le camp d'extermination de Chełmno, forcés d'abandonner leurs ballots en cours de route. Ci-dessous : chargement des victimes déplacées du ghetto de Łódź (1942).

Le camp d'extermination de Chełmno a été construit après le lancement par Hitler de l’opération Barbarossa. Ce fut un projet pilote pour le développement de futurs sites d'extermination. Les expériences sur les gaz d'échappement ont été finalisées par l'assassinat de 1 500 Polonais au camp de concentration de Soldau. La méthode de mise à mort à Chełmno est issue du « programme d'euthanasie », dans lequel des bus remplis de patients de l'hôpital étaient gazés dans des douches étanches à l'air de Bernburg, Hadamar et Sonnenstein. Les massacres de Chełmno y étaient perpétrés à une cinquantaine de kilomètres de Łódź, dans un domaine seigneurial vacant (semblable à Sonnenstein) où les déportés se déshabillaient, et composé d'une rampe de chargement des camions à l'arrière. Une vaste clairière forestière à 4 km au nord-ouest de Chełmno était utilisée pour l'inhumation en masse puis pour la crémation à ciel ouvert des cadavres après leurs gazages.
La zone du district de Wartheland a été déclarée Judenfrei après l'achèvement des déportations à Chełmno. Au moins 145 000 prisonniers du ghetto de Łódź ont péri à Chełmno lors de plusieurs vagues de déportations de 1942 à 1944,. En outre, 20 000 Juifs étrangers et 5 000 Roms ont été déportés d'Allemagne, d'Autriche et de Tchécoslovaquie. Toutes les victimes ont été tuées à l'aide de fourgonnettes à gaz mobiles (Sonderwagen), les tuyaux d'échappement ayant été reconfigurés et l'essence de poison ajouté. Au cours de la dernière phase de l’existence du camp, les corps exhumés ont été incinérés à l’air libre pendant plusieurs semaines au cours de la Sonderaktion 1005. Les cendres, mélangées à des os écrasés, étaient transportées chaque nuit par camion dans la rivière voisine afin de cacher toutes preuves des meurtres de masse,.

### Auschwitz-Birkenau

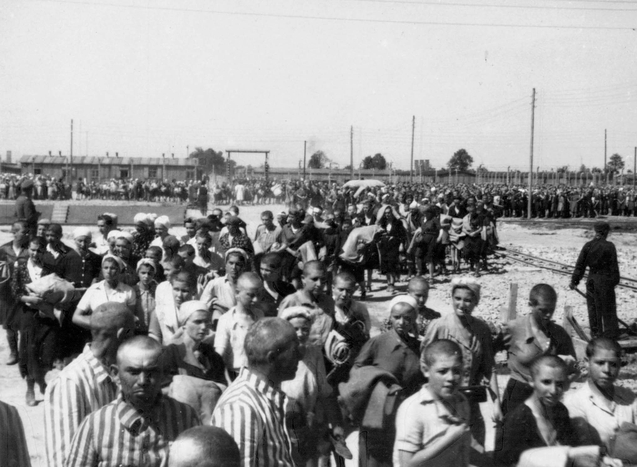
Prisonniers d'Auschwitz II – Birkenau (mai 1944).

Auschwitz est le plus grand complexe concentrationnaire du Troisième Reich, à la fois camp de concentration et camp d'extermination. Situé en Haute-Silésie, à 64 km à l'ouest de Cracovie, Auschwitz traita en moyenne 1,5 train de l'Holocauste par jour ; la grande majorité des prisonniers déportés ont été assassinés quelques heures après leur arrivée. La construction de quatre complexes de chambres à gaz-crématoires a débuté au début de 1942, la première étant achevée en mars. L'extermination de Juifs par Zyklon B est mise en œuvre dès juillet.
À Birkenau, quatre complexes supplémentaires (composés chacun de vestiaires, multiples chambres à gaz et crématoriums industriels) ont été construits l'année suivante. À la fin de 1943, Birkenau était considéré comme une usine meurtrière composé de quatre prétendus « bunkers » (totalisant plus d'une douzaine de chambres à gaz), opérant de jour comme de nuit. Jusqu'à 6 000 personnes y étaient gazées et incinérées chaque jour, après le « processus de sélection » impitoyable à la Judenrampe,. Environ 10% des déportés ayant rejoint le camp par transport organisé par le Bureau de la sécurité du Reich (RSHA) ont été enregistrés et affectés à la caserne de Birkenau.
En cinq années, plus d’un million cent mille hommes, femmes et enfants meurent à Auschwitz, dont 900 000 le jour même de leur arrivée. Sur l'ensemble des victimes, 90 % d'entre elles étaient juives, soit environ un million, dont 200 000 enfants,. Parmi les 400 000 victimes enregistrées (moins du tiers du nombre total d'arrivées à Auschwitz) se trouvaient entre 140 000 et 150 000 Polonais non Juifs, 23 000 Tsiganes, 15 000 prisonniers de guerre soviétiques et 25 000 de diverses ethnies. Environ 300 000 Juifs de Pologne occupée ont été déportés à Auschwitz, embarqués à bord de trains de marchandises provenant de ghettos liquidés ou de camps de transit : notamment Bytom (15 février 1942), Olkusz (trois jours de juin), Otwock (août), Łomża et Ciechanów (novembre), Cracovie (13 mars 1943), Sosnowiec, Będzin, Dąbrowa (juin-août 1943) et plusieurs autres villes métropolitaines, dont le dernier ghetto de Pologne occupée, liquidé en août 1944 à Łódź. Les chambres à gaz et crématoriums d'Auschwitz-Birkenau ont été dynamités le 25 novembre 1944 dans le but de détruire les preuves des massacres de masses, sur ordre du Reichsführer-SS Heinrich Himmler.

### Treblinka

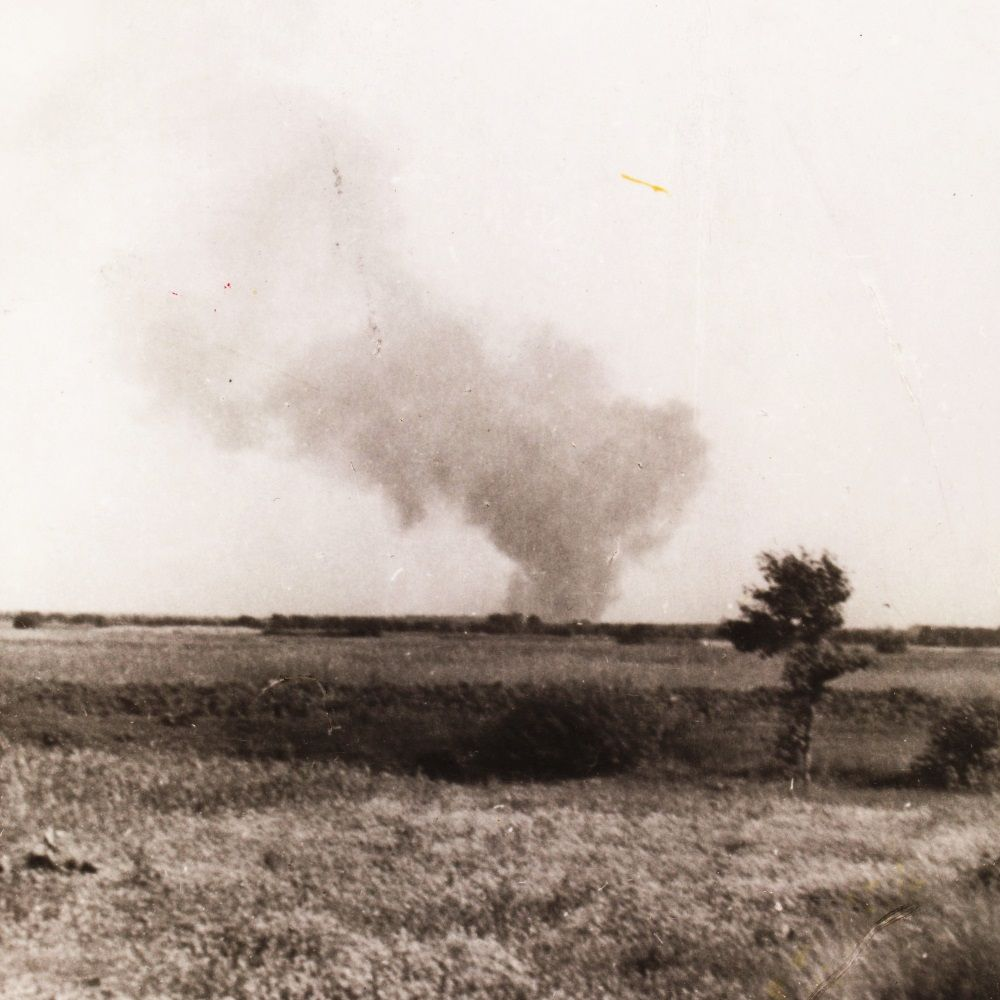
Treblinka II en train de brûler lors de la révolte de Treblinka le 2 août 1943 : caserne et réservoir d'essence incendiés. Photo clandestine prise par Franciszek Ząbecki.

Conçu et construit dans le seul but d'extermination à 80 km au nord-est de Varsovie, Treblinka est l’un des trois seuls établissements de ce type existants ; les deux autres étant Bełżec et Sobibór. Les trois se trouvaient dans des zones boisées éloignées des centres de population et reliés au système ferroviaire polonais par un embranchement, composé de personnels SS transférables. Un quai a été construit le long des voies, entouré de 2,5 mètres de haute clôture de fer barbelé. Plusieurs grandes casernes ont été construites pour stocker les effets personnels des victimes. L'une d'elles était déguisée en gare comportant une billetterie factice, des panneaux indiquant les correspondances et une horloge peinte indiquant toujours la même heure, afin d'empêcher toute méfiance des nouveaux arrivants.
Les passeports et l'argent étaient stockés dans une caisse installée le long d'un chemin de 100 mètres de long conduisant aux chambres à gaz (déguisée en douches collectives) et appelé « chemin du ciel » (Himmelstrasse) par les nazis. Juste derrière se trouvaient les fosses funéraires, creusées par une excavatrice à chenilles.

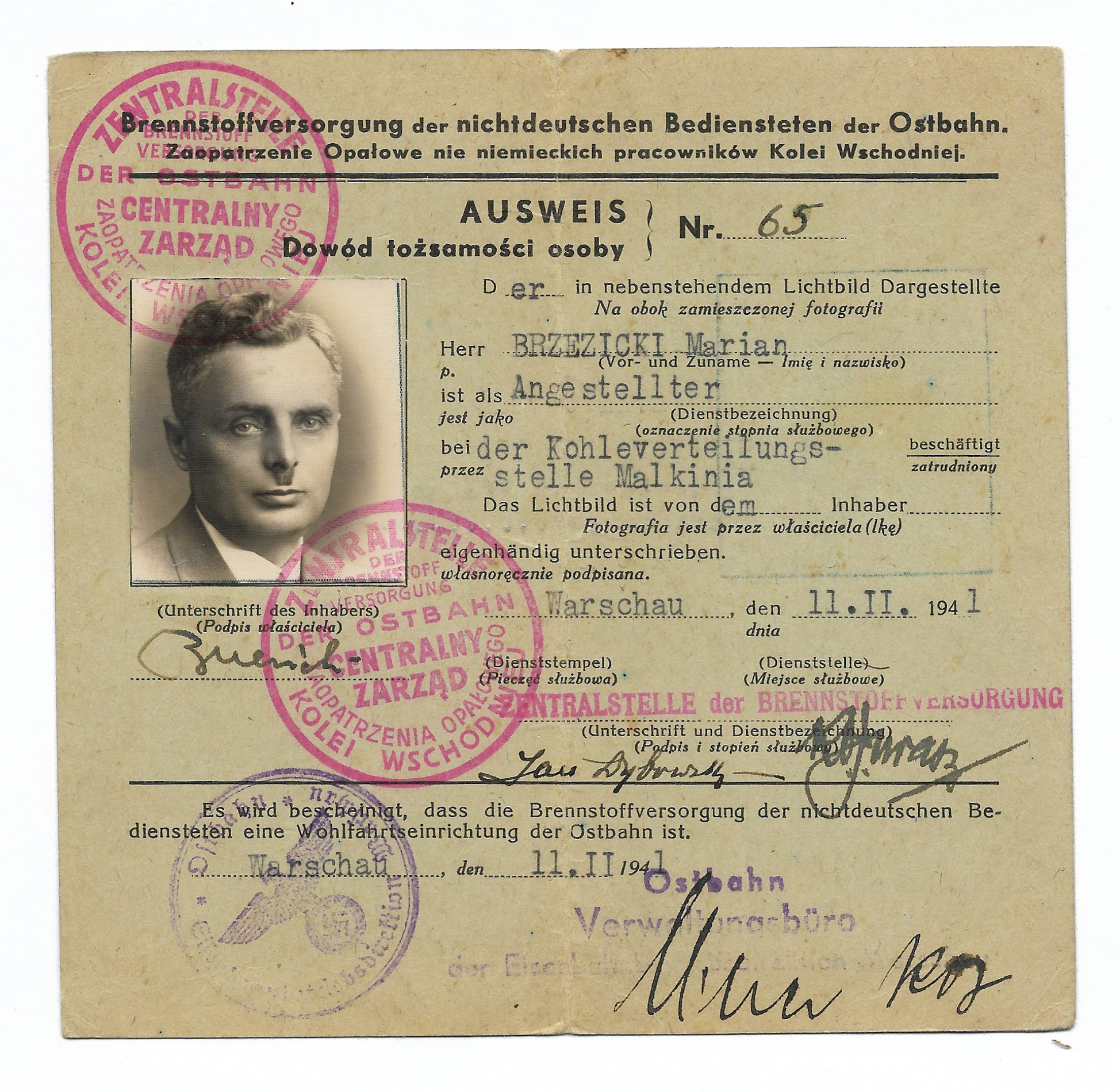
Carte d'identité allemande délivrée à un travailleur affecté à la gare de Malkinia, près de Treblinka.

Le 22 juillet 1942, débute la Grande Action : Les Allemands commencent à déporter les Juifs du ghetto de Varsovie. Ces déportations se produisent à partir de l'Umschlagplatz, place du ghetto située à proximité de la gare de triage de Varsovie, où sont entassés jusqu'à 8 000 personnes et d'où partent les convois en direction de Treblinka, situé à 80 km. Dès le lendemain (23 juillet 1942), le camp d'extermination entre en activité, alors qu'arrivent les premiers déportés, après trois mois de travaux forcés exécutés par des expulsés d'Allemagne,,.
Pendant deux mois de l'été 1942, environ 254 000 détenus du ghetto de Varsovie sont exterminés à Treblinka (au moins 300 000 selon d'autres sources). À leur arrivée, les personnes transportées étaient déshabillées — les hommes, suivis des femmes et des enfants — puis forcés de pénétrer par lots de 200 dans des chambres à double paroi alimentées par un moteur Diesel qui asphyxie les victimes à l'aide de monoxyde de carbone,. Aux alentours de la mi-octobre 1942, dix nouvelles chambres à gaz sont opérationnelles. La capacité des chambres augmente alors de 600 %, ce qui permet aux nazis d'assassiner 3 000 Juifs par heure, ; et d’une capacité maximale de 22 000 exécutions en vingt-quatre heures. Les morts étaient initialement enterrés dans de grandes fosses communes, mais la puanteur des corps en décomposition pouvait se sentir jusqu'à dix kilomètres. En conséquence furent construits trois fosses à crémation durant l'hiver 1943, constituées de piliers en béton et de voies ferrées formant une grille, afin d'y entasser les cadavres. Le travail de crémation s'est étalé sur une période de quatre mois, d'avril à juillet 1943.
Le nombre de personnes tuées à Treblinka varie selon les sources, les estimations tablent entre 800 000 et 1 200 000 morts,. Le camp a été fermé par Globocnik le 19 octobre 1943, peu après le soulèvement des prisonniers, l’opération meurtrière Reinhard étant presque terminée.

### Bełżec

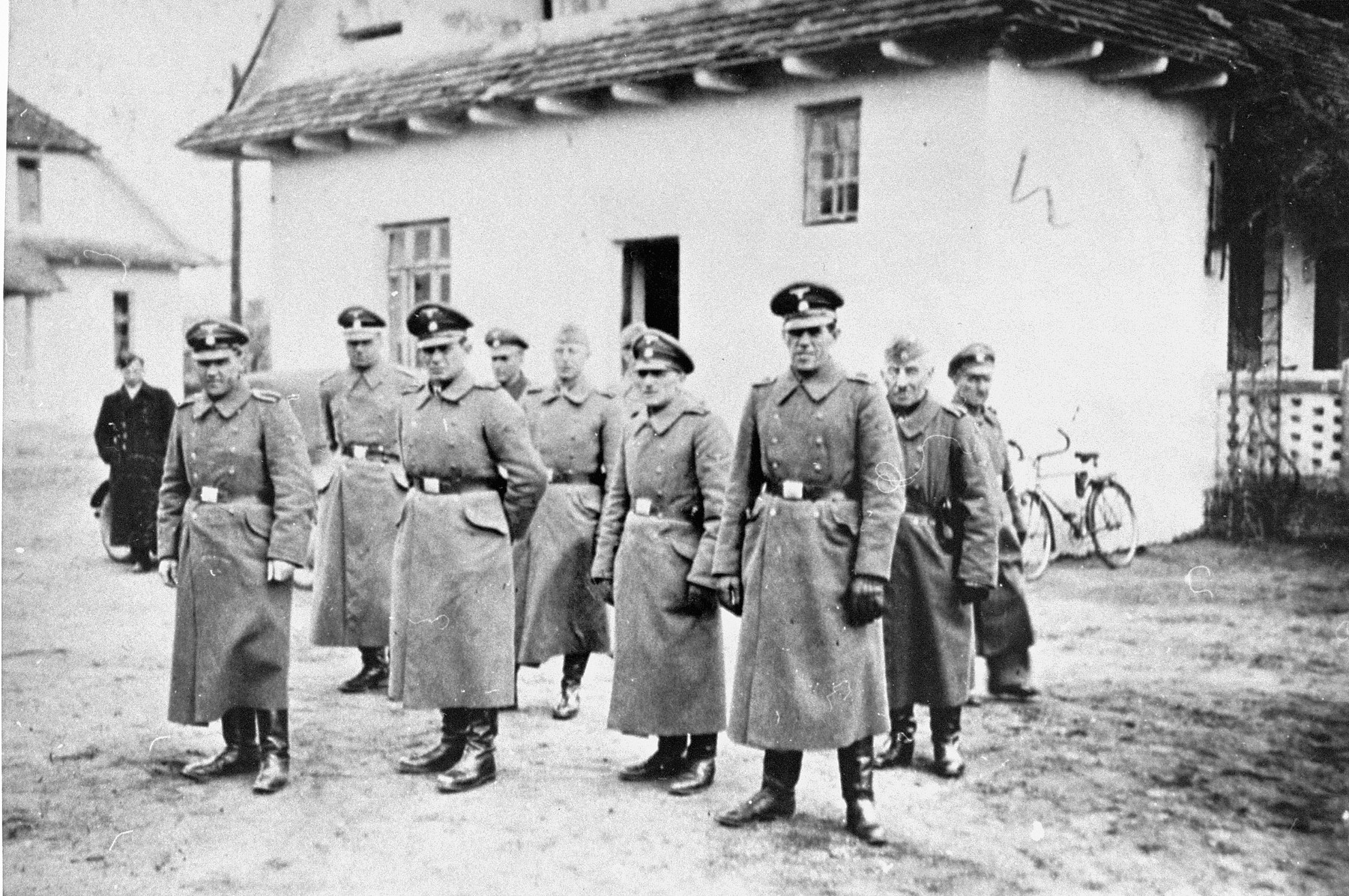
L'unité SS-Totenkopfverbände au camp d'extermination de Belzec en 1942.

Le camp d'extermination de Belzec, établi près de la gare de Bełżec dans le district de Lublin, entre en activité le 17 mars 1942 ; trois chambres à gaz temporaires sont remplacées par six permanentes construites en brique et en mortier, ce qui permet d'augmenter significativement le nombre de victimes gazées quotidiennement,.
Au moins 434 500 Juifs ont été exterminés pendant son fonctionnement. Preuve de la redoutable efficacité du système d’extermination de Belzec, on ne dénombre que quelques survivants — quatre rescapés selon Cerheli — par rapport à un effectif total situé entre 450 000  et   500 000 déportés,. La plupart des survivants identifiés ne se sont pas évadés du camp lui-même, mais lors de transferts ultérieurs ou à l'occasion d'une mission à l'extérieur du camp.
La décision d'incinérer les cadavres est finalement prise en novembre 1942, : un premier bûcher, formé de traverses et de rails de chemin de fer, est érigé sur un socle en pierre, une pelleteuse étant transportée, depuis le camp d'extermination de Sobibor, afin de faciliter et d’accélérer l’exhumation des cadavres des fosses communes.
L'ingénieur Kurt Gerstein, qui fournissait du Zyklon B de la société Degesch pendant les tueries, écrivit après la guerre dans un rapport destiné aux Alliés, qu'en date du 17 août 1942, il assista à Belzec à l'arrivée de 45 wagons transportant 6 700 prisonniers, dont 1 700 étaient déjà morts à l'intérieur. La dernière cargaison de Juifs atteint Bełżec en décembre 1942,. Les corps des cadavres exhumés ont été incendiés jusqu'au mois de mars. Au cours des mois suivants, les 500 prisonniers restants du Sonderkommando ayant démantelé le camp ont été assassinés dans le camp d'extermination de Sobibór, situé à proximité,.

### Sobibór

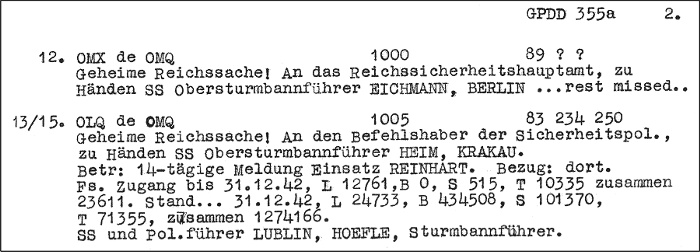
Le télégramme Höfle confirmant la déportation par train d'au moins 101370 Juifs vers le camp d'extermination de Sobibór en 1942.

Le camp d'extermination de Sobibor, déguisé en camp de transit ferroviaire non loin de Lublin, commence ses opérations de gazage de masse en mai 1942. Les Juifs descendaient des trains en provenance des ghettos et des camps de transit liquidés (Izbica, Końskowola) puis accueillis par un SS vêtu d’une blouse médicale. L'Oberscharführer Hermann Michel annonçait aux déportés qu'ils allaient être envoyés au travail, Sobibor n'étant présentée que comme une étape de transit.
Les nouveaux arrivants furent divisés en groupes, forcés de remettre leurs objets de valeur et de se déshabiller dans une cour murée. Les femmes se faisaient couper les cheveux par les barbiers du Sonderkommando. Après s'être déshabillés, les déportés sont amenés au « boyau », un chemin clos qui conduit directement aux chambres à gaz. Ils sont entassés dans les chambres à gaz par les gardiens supplétifs ukrainiens et non par le personnel allemand. Après leur entrée dans les chambres à gaz, les portes sont refermées par les gardes ukrainiens. Le moteur produisant les gaz asphyxiants est ensuite mis en marche par un Ukrainien appelé Émil et par un chauffeur allemand, Erich Bauer. Le nombre total de Juifs polonais assassinés à Sobibór est estimé à 170 000 au minimum. Le 14 octobre 1943, une insurrection permet à bon nombre de déportés de s'évader du camp. Cette révolte entraîne le démantèlement de celui-ci et l'arrêt des opérations de l'opération Reinhard,.

### Lublin-Majdanek

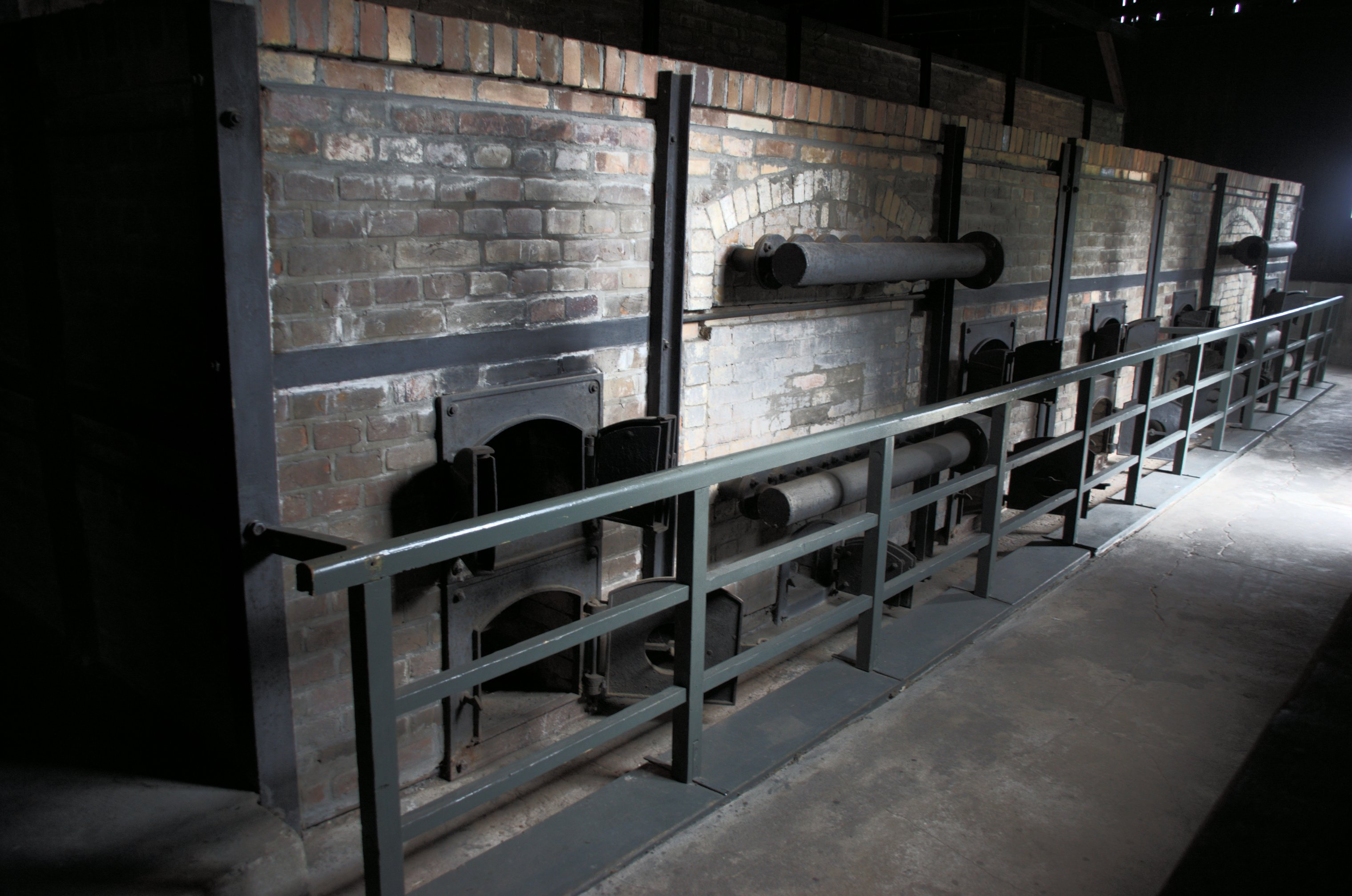
Fours crématoires à Majdanek.

Le camp de travaux forcés de Majdanek situé à la périphérie de Lublin (de même que Sobibór) et fermé temporairement pendant une épidémie de typhus, a été rouvert en mars 1942 pour l’opération Reinhard. Sa fonction première fut de servir de dépôt pour les objets de valeur volés aux victimes provenant des centres d'extermination de Belzec, Sobibór et Treblinka. Le camp devint un lieu d'extermination de la population juive originaire du sud-est de la Pologne (Cracovie, Lwów, Zamość, Varsovie) après la construction des chambres à gaz à la fin de 1942.
Le gazage des Juifs polonais a été réalisé à la vue des autres détenus travaillant dans le camp, seul une clôture les séparaient des installations de mise à mort. Selon le témoignage d'un survivant : « les nazis laissaient tourner des moteurs de tracteurs à proximité des chambres à gaz afin de noyer les cris des mourants ». D'après le directeur du musée de Majdanek, 78 000 personnes y ont été assassinées dont 59 000 Juifs,. À la fin de l'Aktion Erntefest menée à Majdanek et ses sous-camps (Poniatowa et Trawniki) au début de novembre 1943 (il s'agit du plus grand massacre commis par des Allemands pendant la guerre), il ne restait plus que 71 juifs. De la musique était diffusée par haut-parleurs pour couvrir le bruit des exécutions de masse. L'opération d'extermination fut menée à bien en une journée.

## Résistance armée et soulèvements dans les ghettos

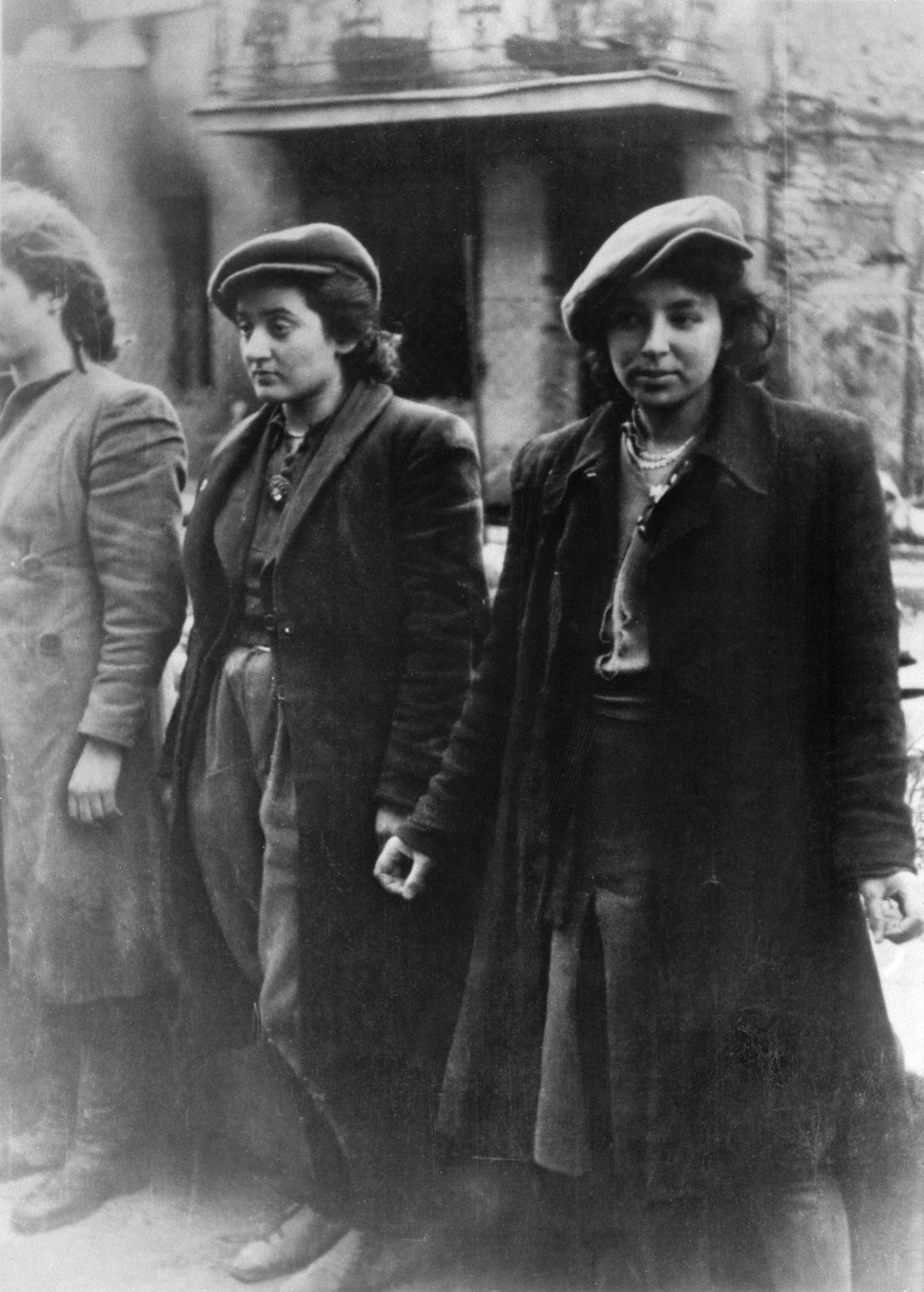
Photographie de femmes insurgées juives capturées par les SS lors du soulèvement du ghetto de Varsovie, tiré du rapport Stroop (avril-mai 1943).

Le grand public croit à tort que la plupart des Juifs sont morts passivement,. Les Polonais juifs représentaient 10% de l'armée polonaise : 100 000 hommes avaient ainsi combattu les Allemands et les Soviétiques pendant l'invasion de la Pologne en 1939. Parmi eux, les Allemands firent 50 000 prisonniers de guerre et ne respectèrent naturellement pas la Convention de Genève ; la plupart furent envoyés dans des camps de concentration puis exterminés. Tandis que la Pologne continua de mener une guerre d'insurrection contre les puissances occupantes, de nombreux Juifs rejoignirent la résistance polonaise, formant parfois des unités exclusivement juives.
La résistance juive comprenait non seulement une lutte armée, notamment autour de l'Armia Krajowa qui parvint à mettre sur pied un véritable État clandestin, mais également une opposition spirituelle et culturelle qui apportait une dignité malgré les conditions inhumaines de la vie dans les ghettos. De nombreuses formes de résistance furent présentes, malgré la peur de représailles massives contre les femmes et les enfants en cas de révolte antinazie,. Lorsque les autorités allemandes commencèrent à liquider les ghettos, une résistance armée fut organisée dans plus de 100 localités situées de part et d'autre de la frontière polono-soviétique de 1939, principalement dans l'est de la Pologne. Les soulèvements ont éclaté dans 5 grandes villes, 45 villes de province, 5 camps de concentration et d'extermination, ainsi qu'au moins 18 camps de travaux forcés. Les seules rébellions ayant éclatés dans les camps nazis furent de la part des Juifs.
Les insurgés du ghetto de Nieśwież dans l'est de la Pologne ont riposté le 22 juillet 1942. La révolte du ghetto de Łachwa a éclaté le 3 septembre. Le 14 octobre 1942, le ghetto de Mizocz fit de même. La liquidation du ghetto de Varsovie du 18 janvier 1943 conduisit le 19 avril au plus grand acte de résistance juive de la Seconde Guerre mondiale mené par les organisations militaires juives ŻZW et ŻOB. Le 25 juin, les Juifs du ghetto de Częstochowa se révoltèrent tandis qu'à Treblinka, les prisonniers du Sonderkommando armés d'armes volées attaquèrent les gardes le 2 août 1943. Un jour plus tard, la révolte frappa les ghettos de Będzin et de Sosnowiec, et le 16 août marqua le début du soulèvement du ghetto de Białystok. La révolte dans le camp d'extermination de Sobibór eut lieu le 14 octobre 1943, tandis qu'à Auschwitz, les insurgés firent exploser un des crématoriums de Birkenau le 7 octobre 1944,,. Des actes résistances similaires se déroulèrent à Łuck, Mińsk Mazowiecki, Pińsk, Poniatowa et Vilnius.

## L'attitude des Polonais vis-à-vis des Juifs
Le gouvernement polonais en exil a mis en place une cellule de résistance (Żegota) dont l’objectif unique a été d’aider les Juifs en Pologne occupée.
Le 10 novembre 1941, Hans Frank instaure la peine capitale pour des Polonais assistant les Juifs (en) « de quelque manière que ce soit : en les hébergeant pour la nuit, en les transportant par véhicule, en nourrissant des Juifs en fugue ou leur vendre des denrées alimentaires ». La loi est rendue publique grâce à des affiches distribuées dans toutes les grandes villes. Des règlements similaires ont été adoptés par les Allemands dans d’autres territoires qu’ils contrôlaient sur le front de l'Est. Selon Chaim Chefer, plus de 700 citoyens polonais ont été assassinés par l'occupant pour avoir aidé ou protégé leurs voisins juifs. Dans Varsovie même, la population polonaise a pu aider les Juifs du Ghetto, comme elle a pu, pour un nombre de motifs divers, les trahir.
L'historienne Doris Bergen (en) met en garde contre les généralisations et souligne la diversité des expériences et note que les destins des groupes de population juive et polonaise étaient inexorablement liés de manière complexe.

### Antisémitisme
L’antisémitisme polonais avait deux motifs formateurs : des allégations de souillure de la foi catholique ; et « Żydokomuna » (communisme juif), une accusation antisémite ou antijudaïque.
L'occupation par la terreur mise en place par Staline dans l'Est de la Pologne en 1939 a entraîné ce que Jan Gross qualifie d'« institutionnalisation du ressentiment » : les Soviétiques mirent en place un système de propagande afin de concilier et d'encourager les différences ethniques et religieuses entre Juifs et Polonais, provoquant alors une recrudescence du stéréotype antisémite selon laquelle les Juifs étaient des traîtres anti-communistes. Par ailleurs, les meurtres de masse éclatèrent lorsque l'Allemagne nazie envahit l'est de la Pologne soviétique à l'été 1941.[réf. nécessaire]
Un groupe d'au moins 40 Polonais bénéficiant d'un soutien non confirmé[pas clair] de la part de l'Allemagne a tué des centaines de Juifs lors du massacre de Jedwabne, aggravé par le caractère racial. Le pogrom de Radziłów, ayant lieu trois jours auparavant à 18 kilomètres de distance, revêt des aspects similaires. D'autres massacres de Juifs se produisirent à peu près à la même époque dans les régions de Łomża et Białystok, anciennement sous occupation soviétique, avec divers degrés d'incitation ou d'implication de l'escadron de la mort allemand : notamment à Bielsk Podlaski (village de Pilki), Choroszcz, Czyżew, Goniądz, Grajewo, Jasionowka, Kleszczele, Knyszyn, Kolno, Kuźnica, Narewka, Piątnica, Rajgród, Sokoły, Stawiski, Suchowola, Szczuczyn, Trzcianne, Tykocin, Wasilków, Wąsosz et Wizna.
Certains habitants ont tiré un profit substantiel des massacres. Les biens des Juifs, repris par les Polonais, ont été un facteur à l’origine du passage à tabac et du meurtre de Juifs par les Polonais entre l’été 1944 et 1946, dont le pogrom de Kielce.
En 2007, le ministre polonais Sikorski a été critiqué pour avoir suggéré dans une interview avec Adar Primor du journal israélien Haaretz que « l'Holocauste qui a eu lieu sur notre sol a été menée contre notre volonté par quelqu'un d'autre ». Les déclarations de Sikorski, a conclu un représentant du Congrès juif mondial, ont démontré un mépris des conclusions des historiens polonais qui avaient découvert des preuves considérables de la participation locale dans la destruction des Juifs polonais.

### «Judenjagd», la «Chasse aux Juifs»
Szymon Datner, survivant de l'Holocauste et historien, écrivit que le nombre de Polonais ayant assassiné des Juifs par cupidité ou haine raciale était inférieur au nombre de Polonais ayant abrité et aidé des Juifs. Selon lui, 100 000 Juifs « étaient la proie des Allemands et de leurs assistants locaux, ou avaient été assassinés dans diverses circonstances inexpliquées ». Dans les campagnes polonaises, il arrivait aussi que, spontanément, les populations organisent des battues pour prendre les Juifs et recevoir des primes en les remettant à la police. De simples haches, faux, bâtons suffisaient le plus souvent aux batteurs. La battue était organisée comme à la chasse : la manœuvre consistait à pousser les Juifs éparpillés dans les bois vers les Allemands. Beaucoup de Juifs étaient pris à ce piège. Pour les populations locales, c'était aussi parfois une façon de se distraire. Pendant les deux premières phases de la Shoah en campagne, le rôle des Polonais fut marginal. Il s'agissait d'organiser les ghettos, puis d'organiser des camps de la mort. Les Polonais pouvaient, par exemple, introduire des vivres en cachette pour soutenir les Juifs enfermés ou au contraire écrire des lettres de dénonciation pour des Juifs qui avaient échappé aux ghettos. Pendant la troisième phase, le rôle des Polonais devient crucial. Ils deviennent acteurs et la triade définie par Raul Hilberg -bourreau-victime-témoin- est brisée. Chaque habitant avait dès lors un rôle à jouer et un témoin n'est jamais neutre écrit l'historien Jan Grabowski (en),.
Les historiens s'accordent, selon Kichelewski, sur les chiffres suivants : environ 10 % des 3 millions de Juifs polonais tentèrent d'échapper aux déportations. Sur le territoire du gouvernement général seuls 40 000 à 50 000 étaient encore en vie en 1945. Il faut donc compter entre 200 000 et 250 000 victimes de la « Judenjagd »,,.

### Sauvetage et aide

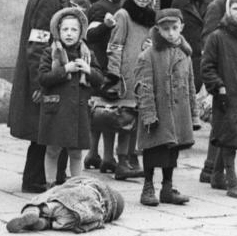
Enfants dans le ghetto de Varsovie (mai 1941).

La grande majorité des Juifs polonais constituait une « minorité visible » selon les normes modernes et se distinguait par la langue, le comportement et l'apparence. Lors du recensement national polonais de 1931, 12% seulement des Juifs déclaraient le polonais comme première langue, tandis que 79% indiquaient le yiddish et les 9% restants l'hébreu comme langue maternelle. Sur le marché du travail de nombreuses villes et villages, y compris les capitales provinciales de Pologne, la présence d'une minorité aussi importante, pour la plupart non acculturée était une source de tension concurrentielle. Il faut résister à la tentation de tirer des conclusions sur les relations entre Juifs et Polonais en temps de guerre, écrit Gunnar Paulsson (en) : « Abstraction faite des actes de guerre et de la perfidie nazie, les chances d'un Juif de se cacher ne sont pas pires à Varsovie, en tout cas, qu'aux Pays-Bas » une fois l'Holocauste mis en œuvre.
Vers la fin de la période de liquidation des ghettos, le plus grand nombre de Juifs ont réussi à s'échapper du côté « aryen » et à survivre avec l'aide de leurs assistants polonais. Pendant l'occupation nazie, la plupart des Polonais de souche étaient eux-mêmes engagés dans une lutte désespérée pour leur survie. Entre 1939 et 1945, de 1,8 million à 2,8 millions de Polonais non juifs sont morts aux mains des nazis et 150 000 à la suite de la répression soviétique,,. Environ un cinquième de la population polonaise d'avant-guerre a péri. Leur mort résultait d'actes de guerre délibérés, de meurtres de masse, d'incarcérations dans des camps de concentration, de travaux forcés, de malnutrition, de maladies, d'enlèvements et d'expulsions. Cependant, de nombreux Polonais ont risqué la mort en cachant des familles juives ou en les aidant. Le nombre de ces Polonais volontaires, cité par Arski-Zajdler, était d'environ 450 000, ce chiffre atteignant peut-être le million. L'historien Richard C. Lukas estime quant à lui le chiffre de trois millions ; une estimation similaire à celles citées par d'autres auteurs,,.[à vérifier]

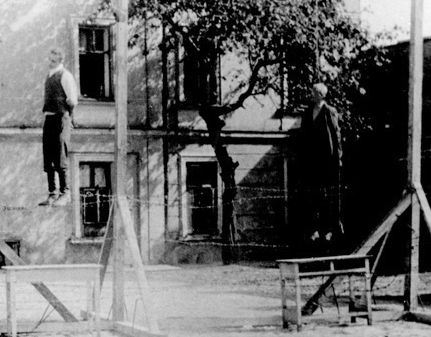
Pendaison publique de l'ethnie polonaise, accusé d'avoir aidé des juifs (Przemyśl, 1943).

Le gouvernement polonais en exil fut le premier (en novembre 1942) à révéler l'existence de camps de concentration gérés par les Allemands pratiquant l'extermination systématique des Juifs. Le génocide a été rapporté aux Alliés par le lieutenant Jan Karski et par le capitaine Witold Pilecki, qui s'est délibérément laissé emprisonner à Auschwitz afin de recueillir des renseignements, et a par la suite rédigé un rapport de plus de 100 pages pour l'Armia Krajowa et les Alliés occidentaux.
En septembre 1942, à l'initiative de Zofia Kossak-Szczucka et avec l'aide financière de l'Etat polonais clandestin, un comité provisoire d'aide aux juifs (Tymczasowy Komitet Pomocy ydom) est créé dans le but de secourir les Juifs. Il a été remplacé par le Conseil d'aide aux Juifs (Rada Pomocy Żydom), connu sous le nom de code Żegota et présidé par Julian Grobelny. On ne sait pas combien de Juifs, au total, ont été aidés par l'organisation Żegota. Elle reçut à partir de 1942 près de 29 millions de zlotys (plus de 5 millions de dollars) provenant de dons pour porter assistance à des milliers de familles juives cachées en Pologne.
Le gouvernement polonais en exil, dont le siège est à Londres, a également fourni une assistance spéciale — fonds, armes et autres fournitures — à des organisations de résistance juives telles que l'Organisation juive de combat et l'Union militaire juive.

### Opportunisme et collaboration

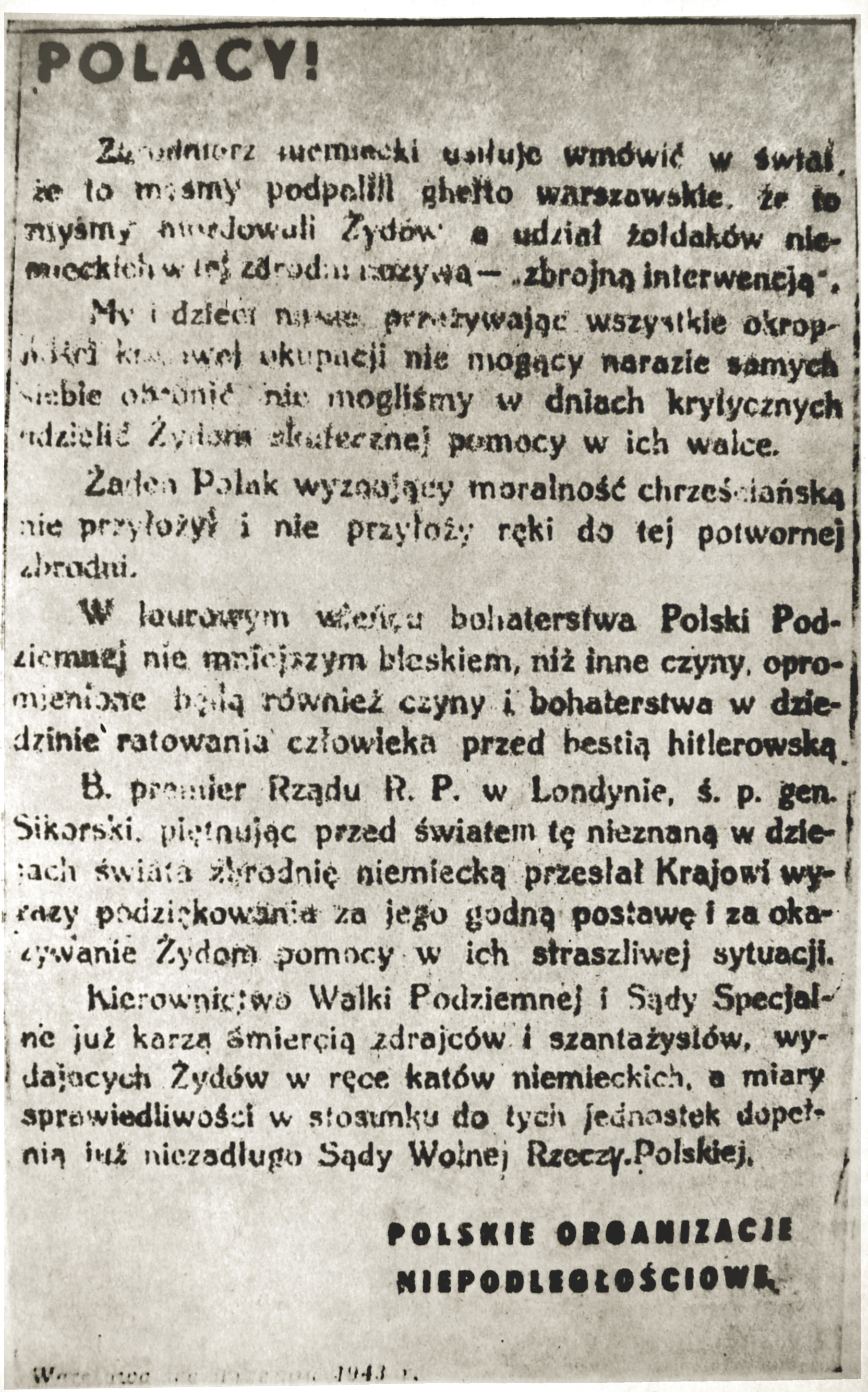
Publication de la Żegota menaçant d’exécution tout type de personne dénonçant des juifs aux nazis (septembre 1943).

Aucun gouvernement collaboratif polonais ne sera formé pendant la Seconde Guerre mondiale,. Comme le note Piotrowski, « les Polonais n'ont jamais crée de division SS Quisling ou de divisions spécifiquement polonaises ». L'État polonais clandestin s’opposait fermement à toute collaboration dans le cadre de persécutions anti-juives et menaçait de mort tous collaborateurs ou dénonciateurs, au nom des tribunaux militaires polonais de l’Armée de l'Intérieur. Cependant, la brutalité persistante de la guerre entraîna l'effondrement des normes et valeurs sociales traditionnelles, certains trahissaient des Juifs cachés par les Polonais qui les protégeaient. Le nombre de délateurs notoires est estimé à plusieurs milliers, sur la base du nombre de condamnations à la peine capitale prononcées pour trahison par les tribunaux spéciaux polonais. Selon Gunnar S. Paulsson (en), probablement 20 000 Polonais furent condamnés pour des « actes monstrueux ».
John Connelly et Leszek Gondek (en) ont décrit le phénomène de la collaboration polonaise comme marginal, vu dans le contexte de l'histoire européenne et mondiale. Le franchissement des frontières morales s’était d'abord déroulé sous les Soviétiques avec la participation de la milice juive (dite opaskowcy), armée par le NKVD, impliqués dans les déportations massives de familles polonaises de l'Est en Sibérie en 1940 et 1941 après la prise d'une partie du pays par les Soviétiques,,,, puis au début de la guerre germano-soviétique, lorsque plus de 300 Juifs périssent à Jedwabne le 10 juillet 1941, enfermés dans une grange puis incendiée par un groupe d'hommes polonais en présence de l'ordre allemand Ordnungspolizei (conclusions finales de l'IPN). Les circonstances entourant l'incident de Jedwabne font encore l'objet de débats : notamment la présence inquiétante de l'Einsatzgruppe Zichenau-Schroettersburg, sous la responsabilité du SS-Obersturmführer Hermann Schaper, déployé dans le district de Bialystok,, mais aussi le mécontentement généralisé suscité par l'accueil chaleureux réservé aux Juifs à l'armée rouge en 1939,,,.
À cette époque, les Polonais inventèrent le terme szmalcownik, un mot argotique polonais intraduisible désignant un malfaiteur qui se livra au chantage ou à d'autres formes de vols, extorsions et violences envers les Juifs ou d'autres personnes qui cachaient ou aidaient les Juifs.

## Rôle des minorités nationales dans l'Holocauste[non neutre]
La république de Pologne était un pays multiculturel avant le déclenchement de la Seconde Guerre mondiale. Près du tiers de sa population provenait de groupes minoritaires : 13,9% d’Ukrainiens; 10% de Juifs ; 3,1% de Biélorusses ; 2,3% d’Allemands et 3,4% de Tchèques, de Lituaniens et de Russes. Peu après la reconstitution d'un État polonais indépendant en 1918, environ 500 000 réfugiés des républiques soviétiques ont rejoint la Pologne lors de la première vague d'immigration spontanée fuyant les persécutions, en particulier en Ukraine (voir Zone de résidence), où jusqu'à 2 000 pogroms ont éclaté durant l’année 1919. Lors de la deuxième vague d'immigration, entre novembre 1919 et juin 1924, quelque 1 200 000 personnes ont quitté le territoire de l'URSS pour la nouvelle Pologne. On estime qu'environ 460 000 réfugiés parlaient le polonais comme première langue. Entre 1933 et 1938, environ 25 000 Juifs allemands ont fui l'Allemagne nazie pour se réfugier en Pologne.
Environ un million de citoyens polonais sont membres de la minorité allemande du pays. À la suite de l'invasion de 1939, 1 180 000 germanophones supplémentaires arrivèrent en Pologne occupée, en provenance du Reich (Reichsdeutsche) ou (se revendiquant Volksdeutsche ou « Heim ins Reich ») de l'Est. Plusieurs centaines d'hommes d'origine allemande en Pologne ont rejoint la Volksdeutscher Selbstschutz nazie, ainsi que les formations Sonderdienst créées en mai 1940 par le Gauleiter Hans Frank et stationnées à Cracovie occupée,. De même, parmi les quelque 30 000 nationalistes ukrainiens ayant fui l'occupation soviétique, des milliers ont rejoint le pokhidny hrupy en tant que saboteurs, interprètes et miliciens civils formés dans les bases allemandes situées à travers le district de Cracovie,.

### Massacres d'inspiration nazi
De nombreux massacres inspirés par l'Allemagne ont été commis dans l'est de la Pologne occupée avec la participation active des peuples autochtones. Les directives pour de tels massacres ont été formulées par Reinhard Heydrich qui a ordonné à ses officiers de provoquer des pogroms anti-juifs sur les territoires récemment occupés par les forces allemandes,. Dans la période qui a précédé la création du ghetto de Wilno, dans la cinquième plus grande ville d'avant-guerre en Pologne et dans la capitale de la province de Wilno (aujourd'hui Vilnius, en Lituanie), un Einsatzkommando germanique et des bataillions de la police auxiliaire lituanienne (Ypatingasis būrys) massacrent plus de 21 000 Juifs à Poneriai fin 1941. À cette époque, Wilno ne comptait qu'une minorité d'environ 6% de la population lituanienne. Dans la tristement célèbre série de pogroms de Lviv commis par les militants ukrainiens dans la ville orientale Lwów (aujourd'hui Lviv, en Ukraine), quelque 6 000 Juifs polonais ont été assassinés dans les rues entre le 30 juin et le 29 juillet 1941, en plus des 3 000 arrestations et fusillades de masse commises par l'Einsatzgruppe C,. Les milices ukrainiennes formées par l'OUN avec les bénédictions de la SS ont semé la terreur dans des dizaines de localités du sud-est de la Pologne.

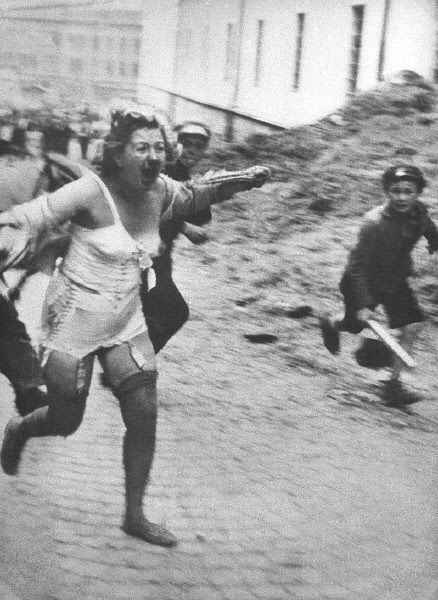
Une femme juive poursuivie dans la rue Medova lors des pogroms de Lviv en 1941.

Bien avant la création du ghetto de Tarnopol, et seulement deux jours après l’arrivée de la Wehrmacht, près de 2 000 Juifs ont été tués (certains décapités) dans la capitale de la province de Tarnopol (aujourd'hui Ternopil, en Ukraine), par la milice ukrainienne ; les SS poursuivirent les massacres dans la même semaine. À Stanisławów — une autre capitale provinciale de la micro-région de Kresy (aujourd'hui Ivano-Frankivsk, en Ukraine) — le plus grand massacre de juifs polonais avant l'Aktion Reinhard y a été perpétré le 12 octobre 1941, par des membres de l'Orpo, du SiPo et de la police auxiliaire ukrainienne. Des tables avec des sandwiches et des bouteilles de vodka avaient été mis à disposition autour du cimetière pour les tireurs qui devaient se reposer du bruit assourdissant des coups de feu ; 12 000 Juifs ont été assassinés avant la tombée de la nuit,.
Au total, 31 pogroms meurtriers ont été menés dans la région conjointement avec les Schutzmannschaft biélorusses, lituaniens et ukrainiens. Les techniques génocidaires apprises par les Allemands, telles que le planning avancé des actions en vue d'une future zone « judenrein », la sélection de sites stratégiques et l'encerclement soudain, sont devenues la marque des massacres de Polonais et de Juifs par l'OUN-UPA en mars 1943, parallèlement à la liquidation des ghettos du Reichskommissariat Ostland ordonnée par Himmler,. Des milliers de Juifs cachés dans les forêts essayant d'échapper aux déportations ont été traqués puis assassinés par les « Banderites ».

## Taux de survie
La question concernant les chances réelles de survie des Juifs au début de l’Holocauste continue d’attirer l’attention des historiens. En premier lieu, les Allemands ont rendu extrêmement difficile l’échappée des ghettos juste avant que les déportations dans des camps de la mort ne soient faussement déguisées en « remigration à l’Est ». Tous les laissez-passer ont été annulés, les murs surélevés contenant moins le moins d'entrées possibles et les policiers remplacés par des SS. Certaines victimes déjà déportées vers Treblinka ont été contraintes de rédiger des « lettres types » à la maison, indiquant qu'elles étaient en sécurité. Environ 3 000 autres personnes sont tombées dans le piège allemand de l’hôtel Polski. Beaucoup de Juifs ghettoïsés n'imaginaient pas leur sort réel jusqu’à la fin, car ce type d'extermination industriel était inédit et impensable à l’époque. David J. Landau (en) a également suggéré que les impuissants dirigeants juifs pourraient avoir joué un rôle. L'apport de Israel Gutman à l'étude de la Shoah met en lumière le caractère unique de celle-ci. Il souligne la combinaison inédite de différents facteurs qui permettent la perpétration de ce crime de masse : antisémitisme historique, diabolisation des Juifs en Europe, exil prolongé, persécution persistante par le christianisme combinés aux considérations raciales et biologiques par les nazis les considérant comme un danger immuable, rendus responsables de la défaite et de l'affaiblissement de l'Allemagne au lendemain de la Première Guerre mondiale.

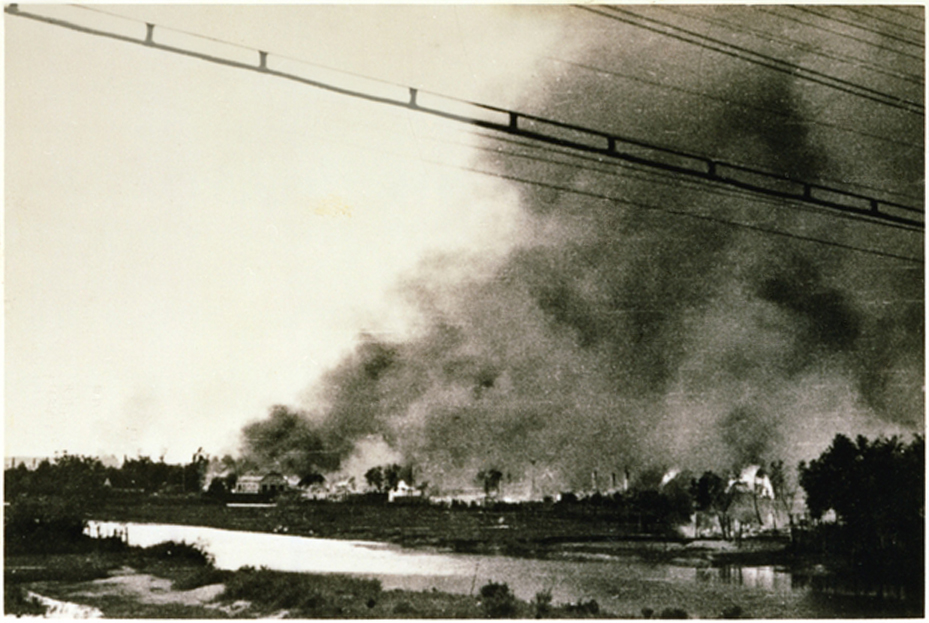
Le ghetto de Slonim en feu au cours de la révolte juive qui a éclaté pendant la liquidation finale du ghetto. Avant l'invasion commune germano-soviétique de la Pologne en 1939, Slonim était le chef-lieu du voïvodie de Nowogródek. Les envahisseurs soviétiques annexèrent la ville à la RSS de Biélorussie dans une atmosphère de terreur.

Le nombre exact de survivants de l'Holocauste est inconnu. Près de 300 000 Polonais juifs figuraient parmi les 1,5 million de citoyens polonais déportés de l’est de la Pologne par les Soviétiques après l’invasion germano-soviétique de la Pologne en 1939, plaçant les Juifs au cœur de l’URSS et se trouvant ainsi hors de portée des nazis lorsque ceux-ci envahissent totalement le pays en 1941. De nombreux déportés meurent dans les Goulags, mais des milliers de Juifs rejoignent l'armée polonaise de l'Est de Władysław Anders au cours de son périple depuis les camps soviétiques jusqu'à l'empire britannique, et forment ainsi l'Alya, tandis que des milliers d'autres ont rejoint l'armée polonaise de Zygmunt Berling, qui s'est frayé un chemin vers la Pologne et la bataille de Berlin.
Selon certaines estimations, environ 300 000 Juifs polonais ont fui la Pologne occupée par les Allemands et les Soviétiques peu après leurs offensives. Notamment, un très fort pourcentage s'étant déplacé vers l'est étaient des hommes et des femmes sans famille. Des milliers d’entre eux ont péri aux mains des unités spéciales OUN-UPA, TDA et Ypatingasis būrys lors des massacres de Polonais en Volhynie, de l’Holocauste en Lituanie (voir massacre de Poneriai) et en Biélorussie,. La majorité des Juifs polonais du gouvernement général sont restés sur place. Avant les déportations massives, il n’était pas nécessaire de quitter le domicile familial, mais lorsque les ghettos ont été construits, la contrebande de vivres permettait de maintenir en vie la plupart des habitants. Quelque 100 000 Juifs tentèrent de fuir dans la clandestinité du côté « aryen » et, contrairement aux fausses idées répandues, le risque d'être dénoncé par les Polonais était très faible.
On estime qu'environ 350 000 Juifs polonais ont survécu à l'Holocauste. Environ 230 000 d'entre eux ont survécu en URSS et dans les territoires polonais contrôlés par l'URSS, y compris des hommes et des femmes s'étant échappés des régions occupées par l'Allemagne,. Après la fin de la guerre, 150 000 à 180 000 Juifs Polonais ont été rapatriés ou expulsés vers la nouvelle Pologne avec les plus jeunes hommes enrôlés dans l'armée rouge du Kresy en 1940-1941. La quasi-totalité de leurs familles sont mortes dans la Shoah. Selon les historiens Gunnar S. Paulsson, David Engel, Grzegorz Berendt et Peter Longerich, près de 50 000 Juifs ont survécu dans les forêts (sans compter la Galicie) ainsi que parmi les soldats ayant réintégré la Pologne avec l'armée de Berling polonaise pro-soviétique formée par Staline. 30 000 Juifs polonais ont survécu dans les camps de travail, le chiffre atteignant même 70 000 à 80 000 dans les seuls camps d'Allemagne et d'Autriche en comptant ceux n'ayant pas déclaré leurs nationalités. Selon Czesław Madajczyk, près de 110 000 Juifs polonais se trouvaient dans les camps de personnes déplacées. Le nombre de Juifs ayant rejoint puis cachés avec succès du côté « aryen » des ghettos pourrait atteindre 100 000, écrit Peter Longerich bien que beaucoup auraient été tués par les Jagdkommandos allemands. Tous les survivants n'ont pas été enregistrés auprès du CKŻP après la fin de la guerre. Des milliers d'enfants de couvent cachés par les civils Polonais et l'Église catholique sont restés dans des orphelinats tenus par les Franciscaines de la famille de Marie dans plus de 20 lieux, dont bon nombre de couvents catholiques,,. Compte tenu de la sévérité des mesures allemandes destinées à prévenir ces événements, le taux de survie parmi les fugitifs juifs était relativement élevé et de loin, les individus qui déjouaient l'expulsion étaient ceux qui se prémunissaient le mieux,.

## Changements de frontière et rapatriements
Les puissances occidentales restèrent ignorantes du pacte top secret germano-soviétique de 1939, qui ouvrit la voie à la guerre mondiale,. La capitulation allemande de mai 1945 a été suivie d'un changement radical de la géographie politique de l'Europe,. Les frontières de la Pologne ont été redessinées par les Alliés conformément aux demandes formulées par Josef Staline lors de la conférence de Téhéran, confirmé comme non négociable lors de la conférence de Yalta de 1945. Le gouvernement polonais en exil a été exclu des négociations et le territoire du pays a été réduit d'environ 20%. Avant la fin de 1946, quelques 1,8 million de citoyens polonais ont été expulsés et réinstallés de force à l'intérieur des nouvelles frontières,. Pour la première fois de son histoire, la Pologne est devenue un État-nation homogène par la force, la richesse nationale ayant été réduite de 38%, le système financier polonais a été détruit, l'Intelligentsia et les Juifs Polonais quasiment réduit à néant et la population réduite d'environ 33%.

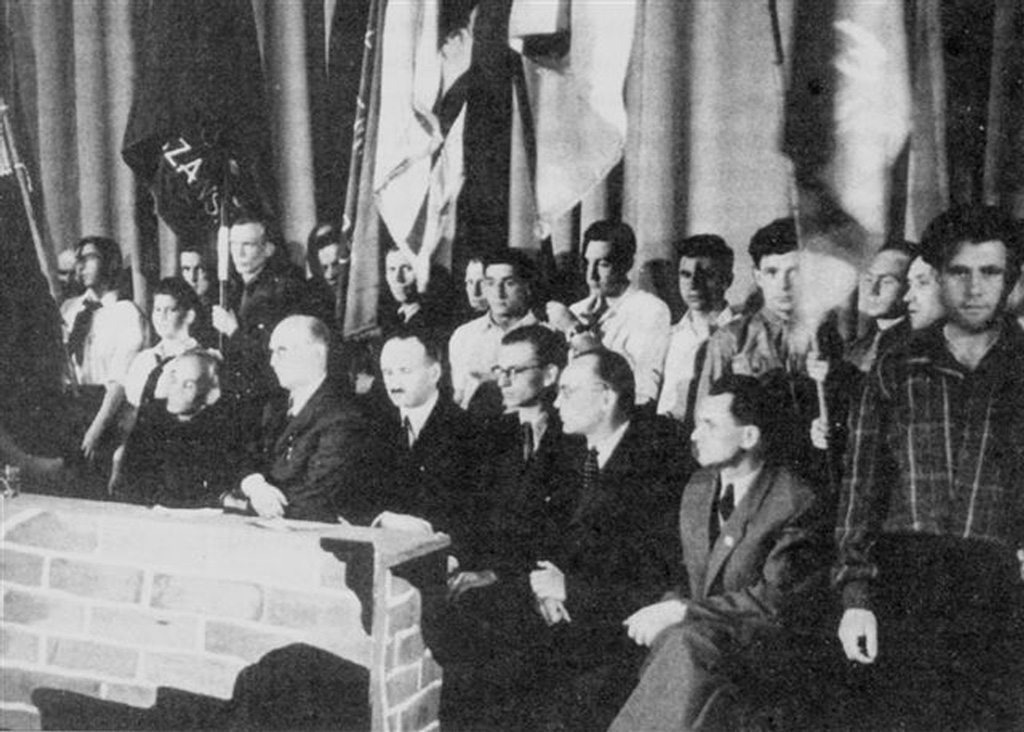
Réunion des membres de Żegota à l'occasion de l'anniversaire de l'insurrection du ghetto de Varsovie au théâtre Polski (1946).

En raison du déplacement territorial imposé par les pays vainqueurs, le nombre de survivants de l’Holocauste en provenance de Pologne fait toujours l’objet de délibérations. Selon les statistiques officielles, le nombre de Juifs dans le pays a considérablement changé en très peu de temps. En janvier 1946, le Comité central des Juifs polonais (CKŻP) dénombre quelque 86 000 survivants des environs. À la fin de l'été, celui-ci passe d'environ 205 000 à 210 000 (pour 240 000 inscriptions et plus de 30 000 doublons). Parmi les survivants figurent 180 000 Juifs arrivés des territoires sous contrôle soviétique à la suite d'accords de rapatriement. Quelque 30 000 autres Juifs sont rentrés de l'URSS en Pologne après la fin de la répression stalinienne une décennie plus tard,.

### Aliyah Betd'Europe
En juillet 1946, quarante-deux Juifs et deux Polonais de souche furent assassinés dans le pogrom de Kielce,. Onze des victimes sont décédées des suites de blessures à la baïonnette et onze autres ont été mortellement blessées par balle à l'aide de fusils d'assaut militaires, ce qui indique une implication directe des troupes régulières. Le pogrom a incité le général Spychalski du PWP de Varsovie en temps de guerre à signer un décret législatif autorisant les survivants à quitter la Pologne sans visas occidentaux ni autorisations de sortie polonaises,. Cela a également servi à renforcer l'acceptation du gouvernement parmi la droite anticommuniste, ainsi qu'à affaiblir l'emprise britannique au Moyen-Orient. La plupart des réfugiés franchissant les nouvelles frontières ont quitté la Pologne sans passeport en cours de validité. En revanche, l'Union soviétique a ramené de force les juifs soviétiques des camps de personnes déplacées en URSS, ainsi que tous les autres citoyens soviétiques, quels que soient leurs souhaits, comme convenu par la conférence de Yalta.
Le trafic ininterrompu à travers les frontières polonaises a considérablement augmenté,,. Au printemps 1947, il ne restait que 90 000 Juifs en Pologne,,,. Malgré de nombreuses pressions mises en place par la Grande-Bretagne, la Pologne (entre autres) ne mit aucunement fin à l'exode massif juif à travers l'Europe. Le massacre de Kielce a été condamné par une annonce publique envoyée par le diocèse de Kielce à toutes les églises. La lettre dénonçait le pogrom et « soulignait que les valeurs catholiques les plus importantes étaient l'amour de la personne humaine et le respect de la vie humaine, tout en faisant allusion à l'effet démoralisant de la violence anti-juive, puisque le crime a été commis en présence de jeunes et d'enfants ». Les prêtres l'ont lu sans faire de commentaires pendant la messe, laissant entendre que « le pogrom pourrait en fait être une provocation politique ».
Environ 7 000 hommes et femmes juifs d’âge militaire ont quitté la Pologne pour la Palestine mandataire entre 1947 et 1948 en tant que membres de l’organisation Haganah, formée en Pologne. Le camp d'entraînement a été organisé à Bolków, en Basse-Silésie, avec des instructeurs juifs et polonais. Il a été financé par la JDC en accord avec l'administration polonaise. Le programme, qui formait principalement des hommes âgés de 22 à 25 ans au service dans les forces de défense israéliennes, a duré jusqu'au début de 1949. La formation était un moyen pratique de quitter le pays, car les diplômés n'étaient pas contrôlés à la frontière et pouvaient transporter des objets de valeur non déclarés et même des armes à feu à autorisation restreinte.

## Procès d'après-guerre
Après la guerre, le Tribunal militaire international de Nuremberg et le Tribunal national suprême de Pologne ont conclu que l'objectif de la politique allemande en Pologne — l'extermination de Juifs, Polonais, Roms et autres — avait « toutes les caractéristiques d'un génocide au sens biologique du terme »,.

## Mémoriaux de l'Holocauste et commémoration

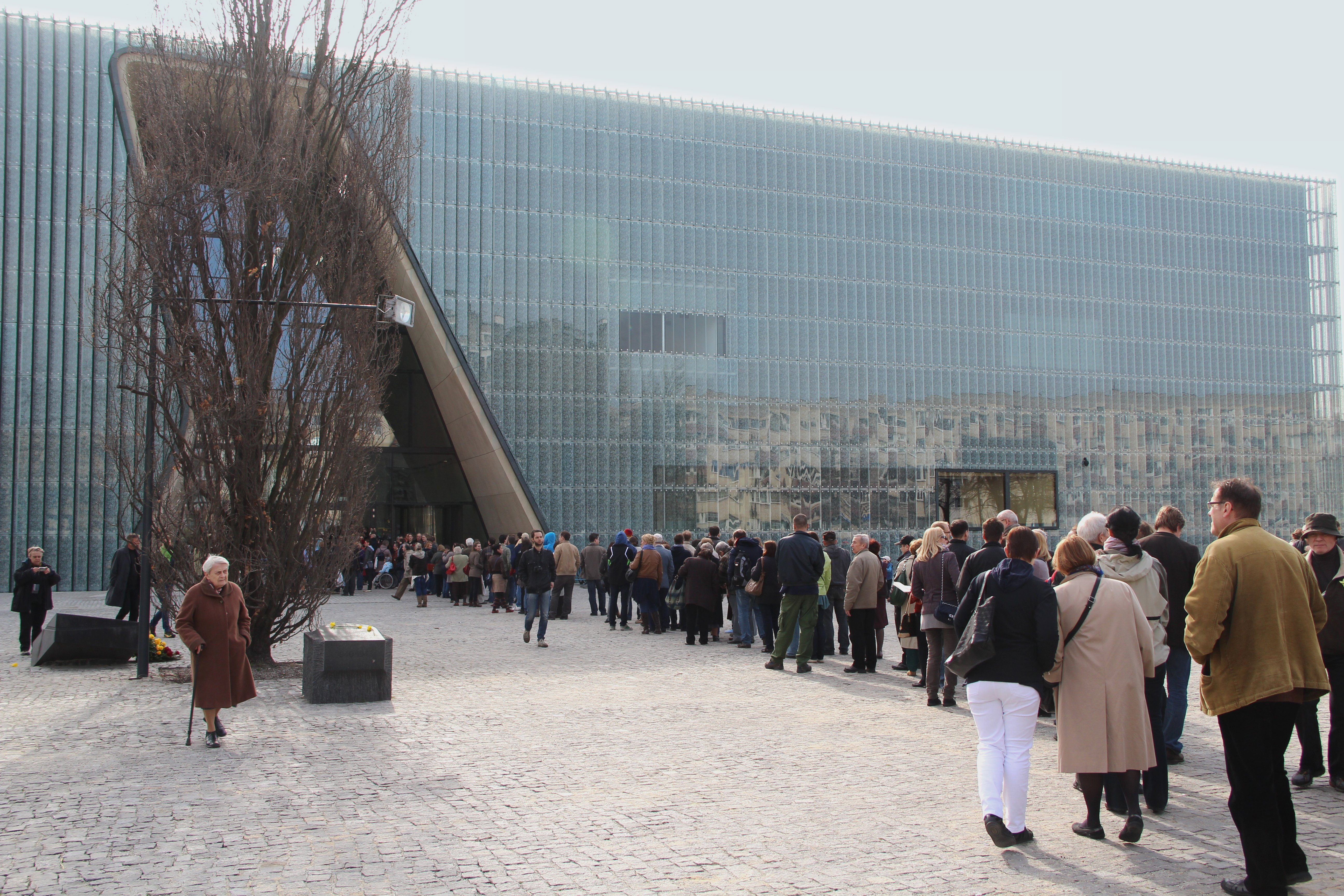
Musée de l'Histoire des Juifs polonais à Varsovie, en avril 2013.

Un grand nombre de monuments commémoratifs en Pologne sont consacrés à la mémoire de l'Holocauste. Le monument aux héros du ghetto de Varsovie a été inauguré en avril 1948. Parmi les principaux musées, on compte le musée national Auschwitz-Birkenau dans la banlieue d'Oświęcim, qui accueille 1,4 million de visiteurs par an, et le musée de l'Histoire des Juifs polonais à Varsovie sur le site de l'ancien ghetto, qui présente l'histoire millénaire des Juifs de Pologne,. Depuis 1988, un événement international annuel appelé la Marche des Vivants a lieu en avril dans l'ancien complexe du camp d'Auschwitz-Birkenau, le jour de la commémoration de l'Holocauste, la participation totale dépassant les 150 000 jeunes du monde entier.
Il existe des musées national dans chacun des camps de la mort de l'opération Reinhard, y compris le musée national de Majdanek à Lublin, déclaré monument national dès 1946. Celui-ci comprend des chambres à gaz intactes et des crématoriums visitables datant de la Seconde Guerre mondiale. Les succursales du musée de Majdanek comprennent également les musées de Bełżec et Sobibór, où des études géophysiques avancées sont actuellement menées par des archéologues israéliens et polonais. Le nouveau musée de Treblinka a quant à lui ouvert ses portes en 2006. Il a ensuite été agrandi et transformé en une branche du musée régional de Siedlce situé dans un quartier historique de Ratusz (voir ghetto de Siedlce),. Il existe également un petit musée à Chełmno nad Nerem.
La gare de Radegast est un mémorial de la Shoah à Łódź. La Deutsche Emailwarenfabrik couvre la Shoah à Cracovie.
Un mémorial de l'Holocauste subsiste à l'ancienne place Umschlagplatz, près du ghetto de Varsovie d'où partaient les convois de déportation des Juifs.

### Histoire
- Yitzhak Arad, Belzec, Sobibor, Treblinka : The Operation Reinhard Death Camps, Bloomington and Indianapolis, Indiana University Press, 1999 (1re éd. 1987) (ISBN 978-0-253-34293-5, lire en ligne)
- Walter Laqueur et Judith Tydor Baumel (dir.), The Holocaust Encyclopedia, New Haven and London, Yale University Press, 2001 (ISBN 978-0-300-13811-5, lire en ligne)
- Bogner, The Convent Children. The Rescue of Jewish Children in Polish Convents During the Holocaust, Shoah Resource Center, 2012 (lire en ligne [archive du 17 février 2012]), p. 41–44
- Christopher Browning, The Origins of the Final Solution : The Evolution of Nazi Jewish Policy, September 1939 – March 1942, Londres, Random House / William Heinemann; University of Nebraska Press 2007 2004, coll. « Comprehensive History of the Holocaust », 2004, 615 p. (ISBN 978-0-8032-0392-1, lire en ligne)
- Robert D. Cherry et Annamaria Orla-Bukowska, Rethinking Poles and Jews : Troubled Past, Brighter Future, Rowman & Littlefield, 2007, 230 p. (ISBN 978-0-7425-4666-0, lire en ligne)
- Lucjan Dobroszycki, Survivors of the Holocaust in Poland : A Portrait Based on Jewish Community Records, 1944–1947, Yivo Institute for Jewish Research, M.E. Sharpe, 1994, 164 p. (ISBN 978-1-56324-463-6, lire en ligne), p. 164
- David Engel, Facing a Holocaust : The Polish Government-in-exile and the Jews, 1943–1945, UNC Press Books, 1993, 317 p. (ISBN 978-0-8078-2069-8, lire en ligne), p. 317
- Barbara Engelking, Such a Beautiful Sunny Day: Jews Seeking Refuge in the Polish Countryside, 1942–1945, Jerusalem: Yad Vashem, 2016  (ISBN 978-9653085411)
- Jan Grabowski, « La dénonciation des Juifs en Pologne pendant la Deuxième Guerre mondiale », Archives juives 2013/1 (vol. 46), p. 77-90
- Jan Grabowski, "Je le connais, c'est un Juif !" : Varsovie 1939-1943 - Le chantage contre les Juifs, éditions Calmann-Lévy, 2008
- Jan Tomasz Gross, Les Voisins, Un Massacre de Juifs en Pologne, 10 juillet 1941 (sur le massacre de Jedwabne), éditions Fayard, 2002  (ISBN 978-2-21361148-8).
- Jan Tomasz Gross, La Peur : l'antisémitisme en Pologne après Auschwitz, coédition Mémorial de la Shoah / Calmann-Lévy, 2010[280]  (ISBN 978-2-7021-4126-7).
- (en) Devorah Hakohen (trad. de l'hébreu), Immigration from Poland, Syracuse New York, Syracuse University Press, 325 pages, 2003, 325 p. (ISBN 978-0-8156-2969-6, lire en ligne)
- Audrey Kichelewski, Judith Lyon-Caen, Jean-Charles Szurek et Annette Wieviorka (dir.), Les Polonais et la Shoah. Une nouvelle école historique, CNRS éditions, 2019, 320 p. (présentation en ligne)
- (pl) Edward Kopówka et Paweł Rytel-Andrianik, Treblinka II Death Camp. Monograph, chapt. 3, Drohiczyńskie Towarzystwo Naukowe, 2011 (ISBN 978-83-7257-496-1, lire en ligne)The Drohiczyn Scientific Society]
- Richard C. Lukas, Out of the Inferno : Poles Remember the Holocaust, University Press of Kentucky, 1989, 201 p. (ISBN 978-0-8131-1692-1, lire en ligne)
- Wojciech Materski, Tomasz Szarota et IPN, Poland 1939–1945. Casualties and the victims of repressions under the Nazi and the Soviet occupations, Institute of National Remembrance (IPN), 2009 (ISBN 978-83-7629-067-6, lire en ligne)
- Musiał, Bogdan (ed.), "Treblinka — ein Todeslager der Aktion Reinhard", in: Aktion Reinhard — Die Vernichtung der Juden im Generalgouvernement, Osnabrück 2004, pp. 257–281.
- Michael Phayer, The Catholic Church and the Holocaust, 1930–1965, Indiana University Press, 2000, 301 p. (ISBN 978-0-253-21471-3, lire en ligne), p. 113, 117–120, 250
- Tadeusz Piotrowski, Poland's Holocaust : Ethnic Strife, Collaboration with Occupying Forces and Genocide in the Second Republic, 1918–1947, Jefferson, NC, McFarland & Company, 1998, 437 p. (ISBN 978-0-7864-0371-4, OCLC 37195289, lire en ligne)
- Paulsson, Gunnar S. (March 29, 2003), 'Polish Complicity In The Shoah Is A Myth' (online, Special Reports: Commentary).
- Paulsson, Gunnar S. (May 5, 2008), On the Marginal Role of Poles In Abetting the Nazi Perpetrators Isurvived.org
- Paulsson, Gunnar S. Secret City: The Hidden Jews of Warsaw, 1940–1945. New Haven: Yale University Press, 2002,  (ISBN 978-0-300-09546-3), Review.
- Samson, Naomi (2000), Hide: A Child's View of the Holocaust. U of Nebraska Press, 194 pages.
- Sterling, Eric; Roth, John K. (2005), Life in the Ghettos During the Holocaust. Syracuse University Press, 356 pages.
- Jules Schelvis, Sobibor : A History of a Nazi Death Camp, Bloomsbury Publishing, 2014 (1re éd. 2007), 320 p. (ISBN 978-1-4725-8906-4, lire en ligne), p. 110

### Historiographie
- Kornelia Kończal, La législation sur l’histoire en Pologne: vers un régime victimo-héroïque, dans: Parlement[s]: revue d'histoire politique, no 15, 2020, p. 45–66.
- Kornelia Kończal, Mnemonic Populism: the Polish Holocaust Law and its Afterlife, dans: European Review 29 (4), 2021, p. 457-469.
- Judith Lyon-Caen, « Les historiens face au révisionnisme polonais », Collège de France, La Vie des idées, 5 avril 2019
- Véronique Soulé, « Une véritable affaire Dreyfus qui divise la société» », Libération, 10 juillet 2001, lire en ligne
- Jerzy Tomaszewski, « L'historiographie polonaise sur la Shoah », Matériaux pour l'histoire de notre temps, 2001/61-62, p. 53-61